# Bentley
Bentley (Бентлі) — з 1919 року англійський виробник автомобілів люкс-класу. Штаб-квартира розташована в місті Кру. У 1931 році компанію купила фірма Rolls-Royce, а у 1970 році — компанія Vickers. З 1998 року входить до складу німецького концерну Volkswagen AG. Є постачальником офіційних (державних) представницьких автомобілів до королівського двору Великої Британії.

## Брати Бентлі
До початку Першої світової війни Волтер Овен Бентлі і його брат Гораціо Міллнер Бентлі продавали французькі автомобілі DFP в Кріклвуді, Північний Лондон, мріючи про створення і виробництво своїх автомобілів.
Волтер Бентлі з дитинства цікавився механікою. У 16 років він працював помічником інженера на фабриці з виробництва локомотивів в Донкастері. Вивчав інженерну теорію в Лондонському королівському коледжі. Але, крім поїздів і залізниці, його захоплювали мотоцикли і автомобілі. Він був активним учасником мотоциклетних перегонів і ралі на довгі дистанції.
Продаючи автомобілі DFP в сімейній компанії Bentley & Bentley, Волтер Бентлі вважав найефективнішою рекламою участь в автомобільних гонках. Тому брати Бентлі часто виставляли автомобілі DFP на різні змагання.
У 1912 році компанія DFP почала виробництво власних двигунів. Бентлі запропонував застосувати для 2-літрового двигуна автомобіля 12/15 поршні, відлиті з алюмінію, що дозволило б істотно знизити масу мотора.
Вдалий експеримент, дозволив в недалекому майбутньому застосувати знайдене рішення при виробництві авіаційних двигунів в ході Першої світової війни. Знаючи, що переваги такого двигуна будуть корисні, в тому числі і для національних інтересів, Волтер Бентлі звернувся до виробників авіаційних моторів (Rolls-Royce і Sunbeam) і до командуючого Вілфріда Бріггса, який підтримав конструктора і надав Бентлі команду для розробки свого власного авіаційного двигуна на заводі Humber в Ковентрі. Авіаційні двигуни Bentley Rotary 1 і Bentley Rotary 2 принесли Бентлі популярність і гроші, необхідні для подальшого розвитку.

## Заснування компанії. Bentley під час періоду незалежності (1919—1931)
Після закінчення війни, в серпні 1919 року, брати Бентлі реєструють компанію Bentley Motors Ltd. Разом з Франком Барджессом, який раніше працював в мотоциклетній компанії Humber Limited, і Гаррі Варлеєм з Vauxhall Motors вони розпочали розроблення високоякісного спортивного автомобіля під маркою Bentley Motors.
Питання дизайну Бентлі не хвилювали. Йому був потрібен потужний і витривалий автомобіль для участі в гонках.
Конструювання двигуна було доручено Клайву Галлопу, що увійшов до команди і до грудня 1919 року збудував 4-циліндровий двигун, робочим об'ємом 3 літри.

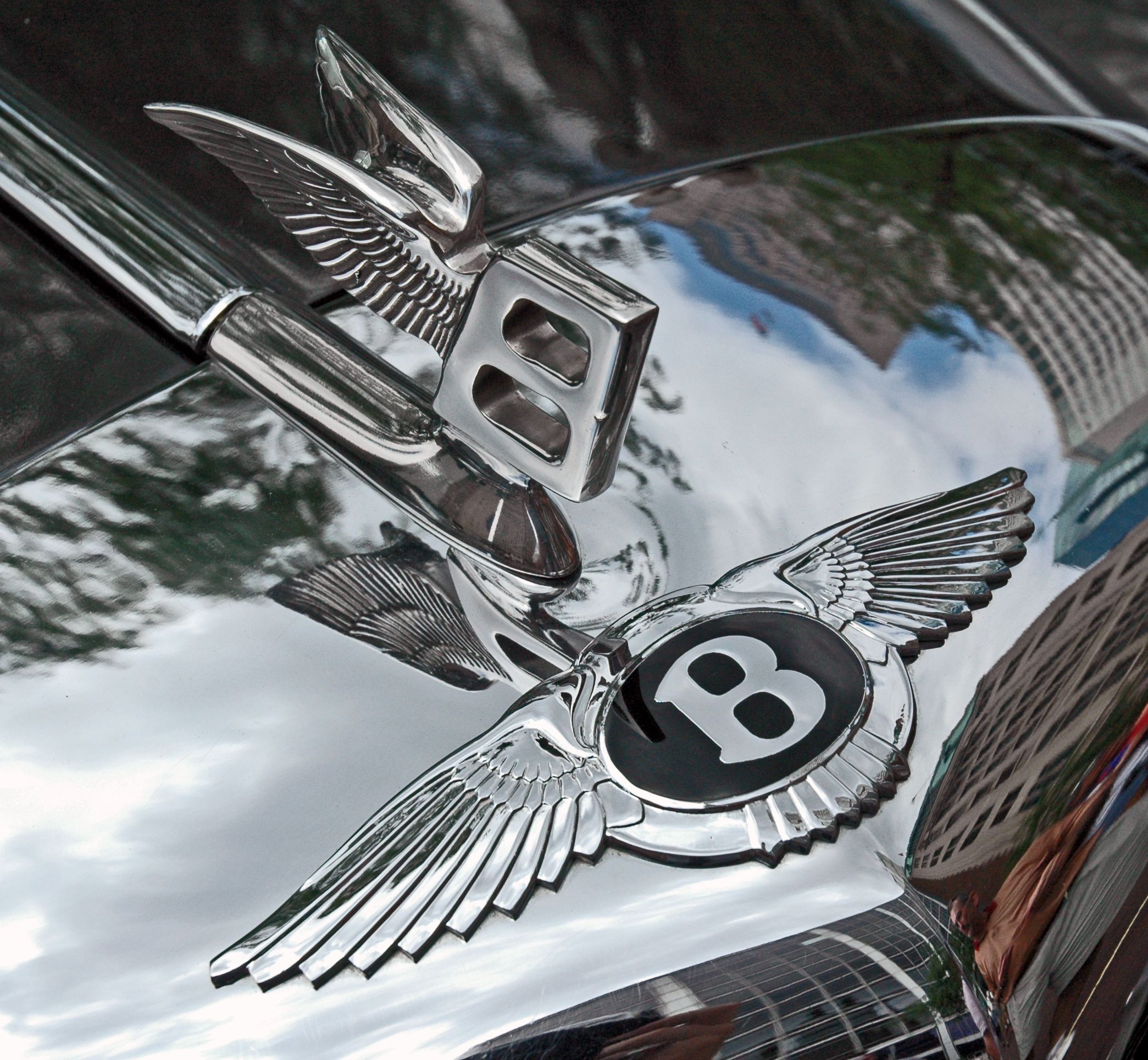
Крилата літера «B» на капоті Bentley

Компаньйони розраховували випустити перший автомобіль у 1920 році, але роботи затяглися, і прем'єра була відкладена на вересень 1921 року.
Новий автомобіль відразу ж почав виступати в різних гонках з практично незмінним успіхом. Надійність і швидкість автомобіля в гірських гонках і престижних англійських перегонах в Брукландсі забезпечили їй велику популярність. Важливе значення для підтримки високого інтересу мав і той факт, що на автомобілі діяла п'ятирічна гарантія.
Але автомобіль був дорогим. При вартості 1050 фунтів його могли собі дозволити тільки дуже заможні люди.
Проте, знайшлася група захоплених автомобілістів і автогонщиків, які стали не тільки власниками Bentley 3-litre, а й брали участь на них в різних гонках, в тому числі — знаменитих Indianapolis 500 (1922) і Ле-Мані (1923, 1924, 1927, 1928, 1929, 1930). Ця група називала себе «Bentley Boys». У числі інших, до членів групи входив фінансист і відомий автогонщик Вульф Барнато.
Коли у 1926 році Bentley Motors Ltd стала відчувати серйозні фінансові труднощі, Барнато вніс великий інвестиційний внесок і провів фінансову реорганізацію Bentley Motors Ltd. В результаті, Вульф Барнато став головою правління компанії, а Волтер Бентлі зайняв пост керуючого директора.

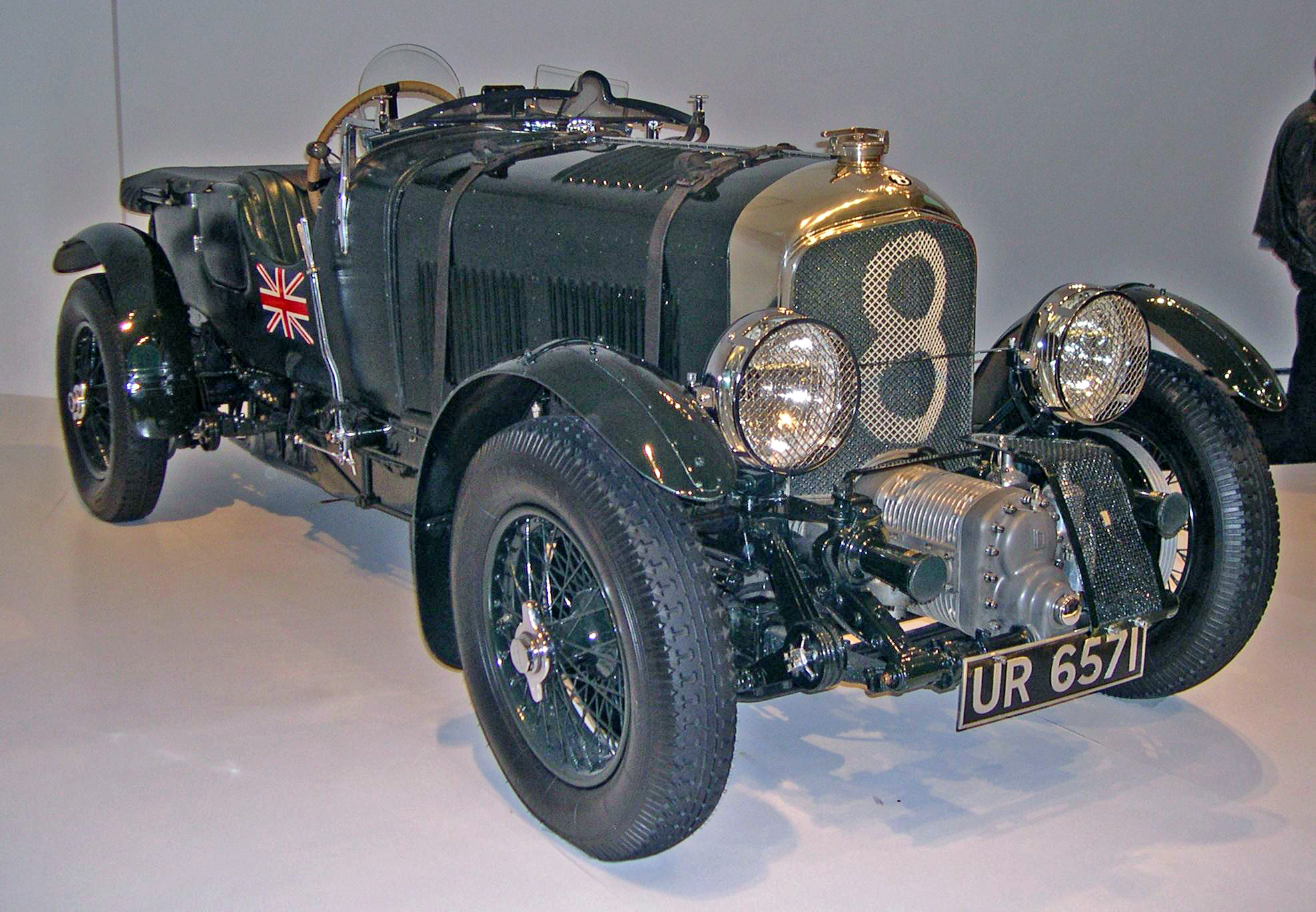
Blower Bentley 1929 року

У 1929 році ще один член «Bentley Boys», колишній військовий льотчик і також відомий автогонщик Тім Біркін за своєю ініціативою та за погодженням із Барнато сконструював двигун з наддувом, об'ємом 4,5 літра, під назвою «Blower». Бентлі скептично поставився до цієї затії і мав рацію — надійність машини була низькою.
Проте, Bentley 4½-litre двічі брав участь в Ле-Мані (1927, 1928) і в гонках 1928 року приніс третю перемогу для Bentley. Видатний конструктор і автогонщик Етторе Бугатті в констатував: «Бентлі зробив найшвидші вантажівки у світі».
Попри проблеми з надійністю, перемога Bentley 4½-litre в Ле-Мані принесла ще більшу популярність марці.
У 1926-1930 роках, з'являються Bentley 6½-litre і його гоночний варіант — Bentley Speed Six, що складалися в невеликих кількостях.
У 1929 і 1930 роках Bentley Speed Six двічі виграють гонки в Ле-Мані. На жаль, гонки 1930 року стали останніми для Bentley Motors Ltd. Знову автомобілі марки Bentley повернутися на кільце Ле-Мана тільки через 71 рік — у 2001 році.

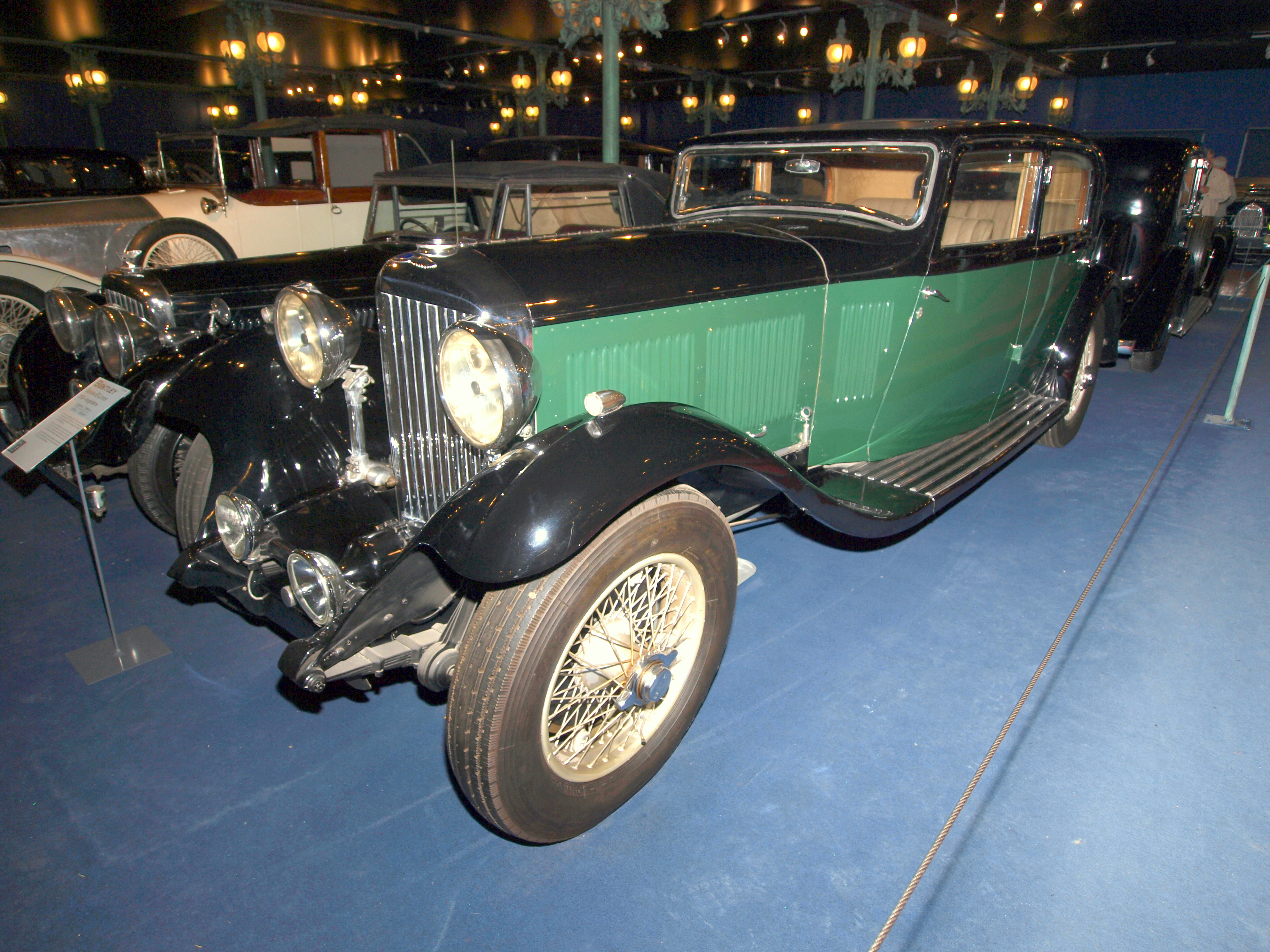
Bentley 8 Litre

На хвилі успіху гонок 1930 року Bentley Motors Ltd випустила Bentley 8-litre, який став найдорожчим автомобілем в Європі того часу. Але фінансова ситуація в компанії та криза Великої депресії дозволили зробити всього 100 таких автомобілів.

## Bentley у власності компанії Rolls-Royce (1931—1970). Логотип марки
До липня 1931 року Барнато вже не міг підтримувати фінансовий стан Bentley Motors Ltd, і її було вирішено продати інженерній компанії Napier. Але в угоду втрутилася компанія Rolls-Royce, що вирішила позбутися конкурента (Bentley 8-litre) для своєї найдорожчої моделі Phantom II через покупку Bentley Motors Ltd.
20 листопада 1931 року Bentley Motors Ltd перестає існувати як самостійне підприємство і стає дочірнім підприємством Rolls-Royce. За умовами угоди, Rolls-Royce отримала демонстраційні зали Bentley на Корк-Стріт, сервісну станцію в Кінгсбері, завод в Кріклвуді та послуги самого Бентлі. За рішенням суду, із Волтером Бентлі був підписаний чотирирічний контракт. Але, підписавши контракт, Rolls-Royce усунула Бентлі від участі в роботах зі створення нових автомобілів і використовувала його лише для зв'язків з клієнтами і як тест-пілота на гоночній трасі в Брукландсі, а також в тестових пробігах в Альпах.
Вульф Барнато отримав посаду директора дочірнього підприємства Bentley Motors Ltd і, як власник великого пакета акцій, увійшов до ради директорів Rolls-Royce.
Через рік, у 1932 році, виробництво автомобілів Bentley було припинено, а завод в Кріклвуді був проданий. 1935 року, після закінчення контракту, Волтер Бентлі пішов з компанії.
Брати Бентлі не реєстрували товарний знак своєї компанії, цим зайнялася вже Rolls-Royce.
Емблему Bentley — літеру «В», прикрашену розкинутими крилами, придумав художник журналу «Autocar» Гордон Кросбі у 1920 році, перед початком виробництва першої моделі Bentley 3-litre.

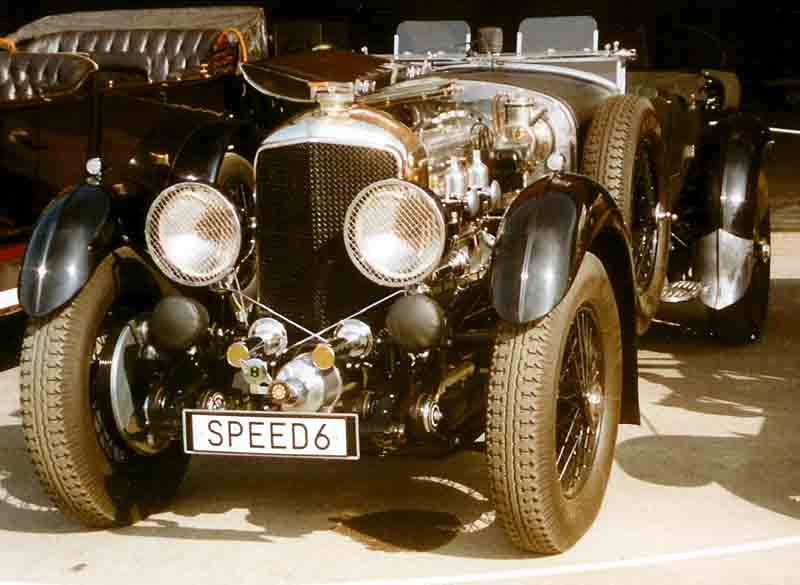
Bentley Speed Six

Крилаті сторони були несиметричні — кількість пір'я була різною. Число пір'я відрізнялося як між собою, в межах одного логотипу, так і між версіями автомобілів. У перші роки емблема була прикрашена (найчастіше) тринадцятьма і чотирнадцятьма пір'їнками. У сучасних моделях, як правило, з одного боку десять, з протилежного — одинадцять пір'їнок. Але на окремих моделях логотип має симетрію — по десять пір'їнок з кожного боку.
Літера «B» на перших автомобілях зображувалася у вінці з лаврового листя на чорному тлі, а після 1931 року — на зеленому. Пізніше і дотепер колір поля букви «В» став мати значення: значок спортивних Bentley має зелений овал, емблема найпотужніших автомобілів виділяється чорним кольором, а логотип найпрестижніших машин — на червоному тлі.
Через два роки, в жовтні 1933 року, Rolls-Royce представив новий автомобіль Bentley, вироблений на заводі Rolls-Royce в Дербі.
Bentley 3.5-litre був спортивним варіантом Rolls-Royce 20/25. Новинка засмутила частину традиційних шанувальників марки, але в цілому автомобіль був добре прийнятий покупцями. Волтер Бентлі навіть зробив заяву: «Беручи до уваги всі обставини, я б вважав за краще володіти цим Bentley, ніж будь-яким іншим автомобілем, виробленим під цією назвою».

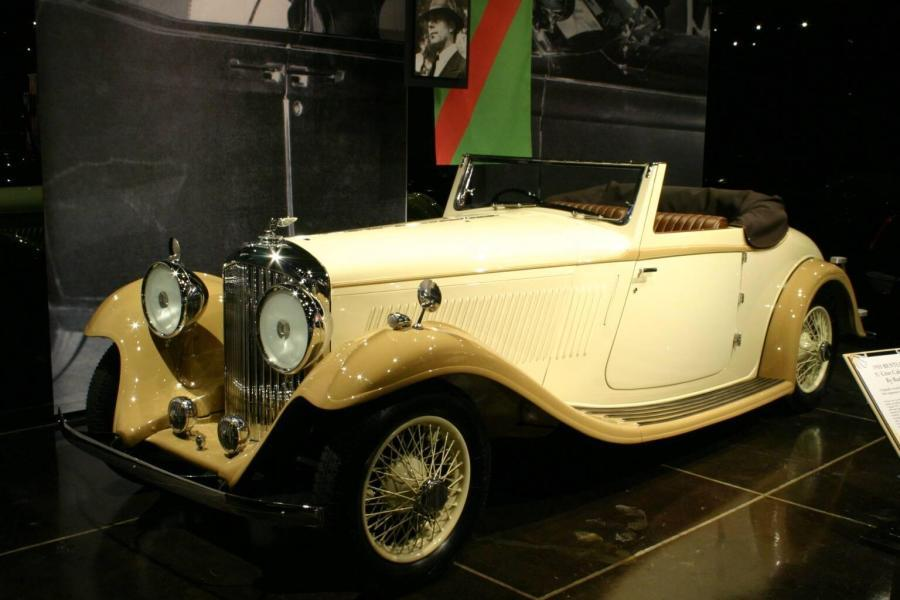
Bentley 3.5 Litre

Rolls-Royce рекламував Bentley як «the silent sports car» («тихий спортивний автомобіль»). Це гасло використовувалося в рекламній компанії Bentley до 50-х років.
У 1936 році з'являється модель 4¼ Litre на базі Rolls-Royce 20/25 і Rolls-Royce 25/30. Починаючи з 1933 року, було випущено сім дуже схожих за конструкцією і дизайном моделей. Всі моделі Bentley, випущені з 1931 по 2004 рік, використовували успадковане або спільне шасі, а також адаптовані двигуни аналогічних моделей Rolls-Royce.
Керівництво Rolls-Royce вирішило відмовитися від участі в автоперегонах, зберігши при цьому спортивну орієнтацію Bentley. Таким чином, було зроблено поділ брендів: автомобілі Rolls-Royce створювалися для покупців, що бажали їздити у винятковій розкоші, але не сідаючи за кермо самостійно, а автомобілі Bentley пропонувалися для заможних автолюбителів, яким був непотрібний особистий шофер.
У 1938 році, напередодні Другої світової війни, Rolls-Royce запускає новий завод в Кру, де розгортається виробництво авіаційних двигунів. Роботи над новими легковими автомобілями були згорнуті до закінчення війни.

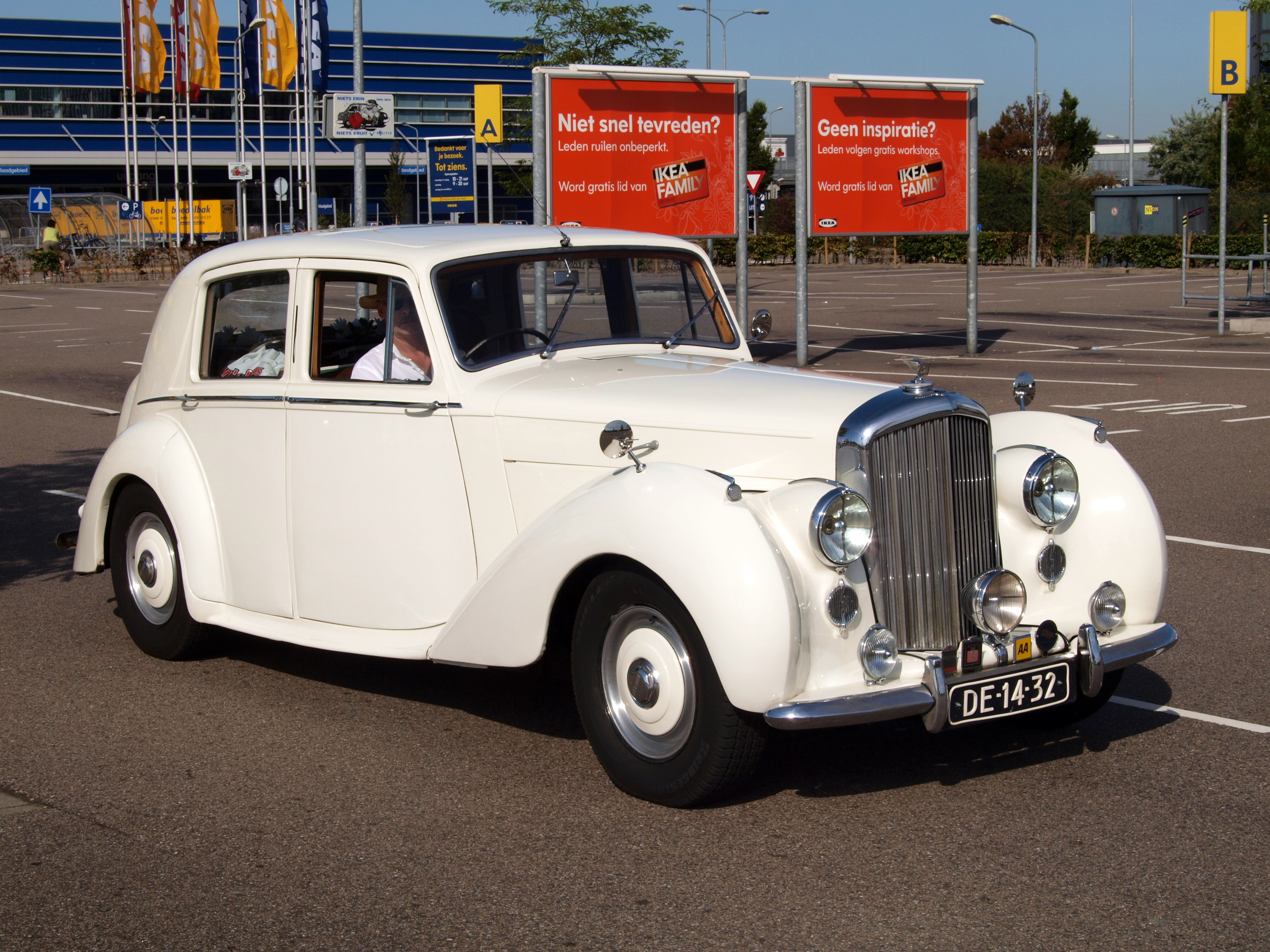
Bentley Mark VI

До кінця війни виробництво Bentley було перенесено з Дербі на звільнені виробничі потужності в Кру. Першою післявоєнною моделлю став представлений у 1946 році Bentley Mark VI. Це була перша модель із власним заводським кузовом, виготовленим зі штампованої сталі. До цього часу і Bentley, і Rolls-Royce не виготовляли готові автомобілі, вони випускали тільки шасі зі встановленим двигуном, а кузов пропонувалося купити в одному з кузовних ательє.
Bentley Mark VI був зроблений на основі Rolls-Royce Silver Wraith. Машина комплектувалася шестициліндровим двигуном, об'ємом 4,3 літра. Пізніше вийшла потужніша версія з двигуном, об'ємом 4,6 літра, що оснащувалася чотириступінчастою механічною коробкою передач.
Кількома роками пізніше, спочатку тільки для експорту, був випущений Rolls-Royce Silver Wraith в стандартному кузові Bentley, але з решіткою радіатора від Rolls-Royce.
У червні 1952 року Bentley представляє нову модель Bentley R Type Continental з рядною шісткою, об'ємом 4,5 літра, добре відпрацьованою аеродинамікою і малою вагою. Завдяки цим якостям модель швидко отримала звання найшвидшого серійного седана, а також кращого автомобіля року в Великій Британії. Крім стандартного седана, було випущено 164 дводверних автомобілі в кузовах від різних ательє. Більшість з них отримали фастбек-купе конструкції кузовного ательє Mulliner.
Bentley R Type Continental був останнім Bentley, який не мав аналогів серед моделей Rolls-Royce, оскільки в наступні 30 років, починаючи з 1955 року, всі моделі Bentley були повними копіями Rolls-Royce.

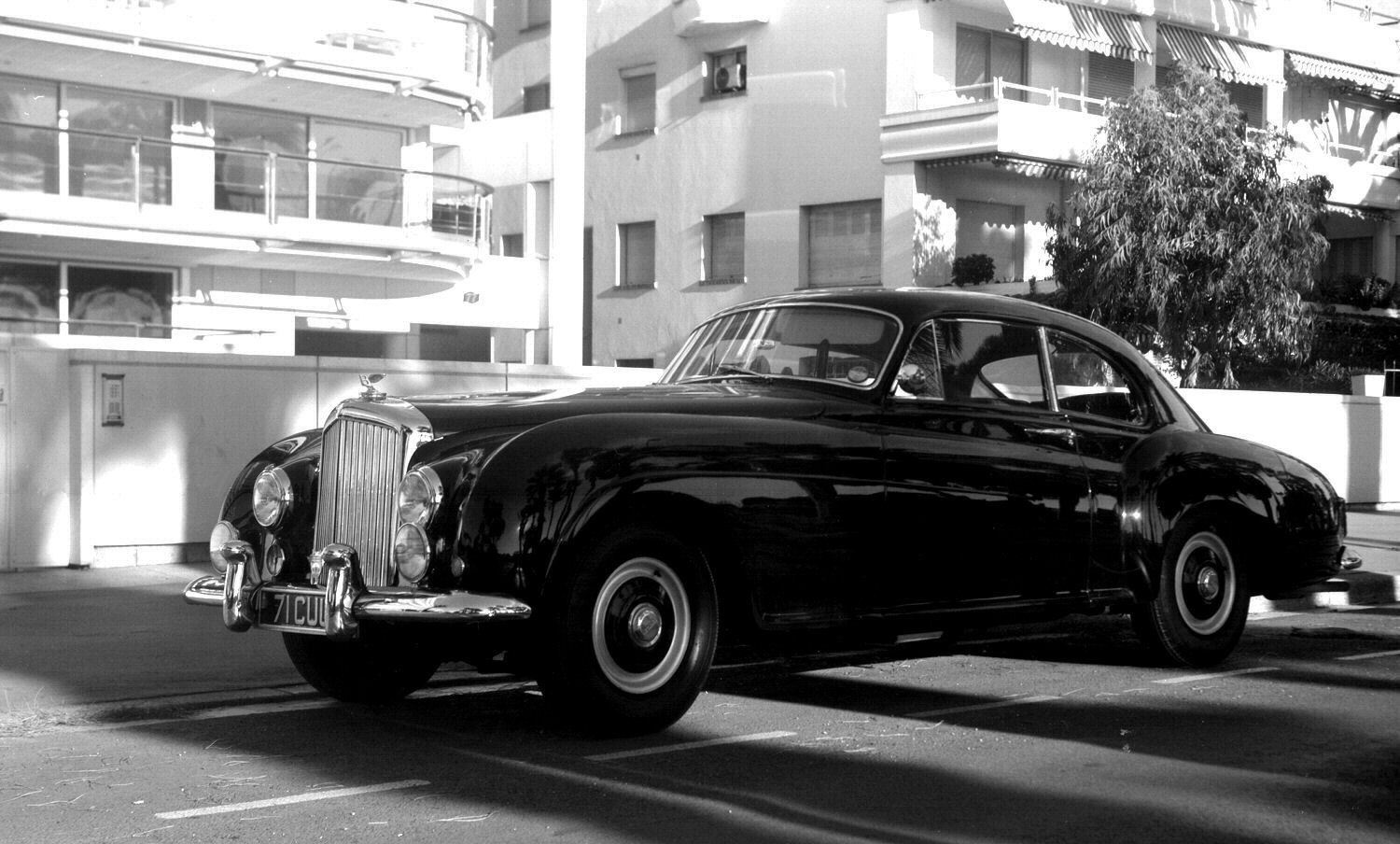
Bentley Continental Mulliner

У 1955 році вийшов Bentley S1 — копія Rolls-Royce Silver Wraith.
У жовтні 1959 року на зміну моделі S1 прийшов Bentley S2, що отримав новий двигун Rolls-Royce-Bentley L Series V8 з алюмінію. Аналог — Rolls-Royce Silver Cloud II.
У 1962 році його змінила модель S3. Головною зовнішньою відмінністю від попередньої моделі було використання здвоєних фар. Аналог — Rolls-Royce Silver Cloud III.
У 1965 році на Паризькому автосалоні був представлений Bentley T — перший представник T-series. Від Rolls-Royce Silver Shadow автомобіль відрізнявся тільки решіткою радіатора. Невелика кількість машин пропонувалася у дводверних кузовах від ательє Mulliner.
У 1977 році автомобіль пройшов модернізацію, в ході якої отримав рейкове рульове управління, поліпшений кондиціонер, гумові бампери в колір кузова. Аналогічні зміни торкнулися і «близнюка» — Rolls-Royce Silver Shadow II. З кожною новою моделлю Bentley дедалі більше ставав тінню Rolls-Royce. Автомобілі хоча і залучали шанувальників в усьому світі, але, по суті, були копіями Rolls-Royce, трохи доступнішими і з поліпшеними спортивними можливостями. Автомобілі для тих, хто хотів їздити якомога швидше, але з комфортом, якого позбавлені інші спортивні автомобілі.

## Bentley у власності компанії Vickers (1970—1998)

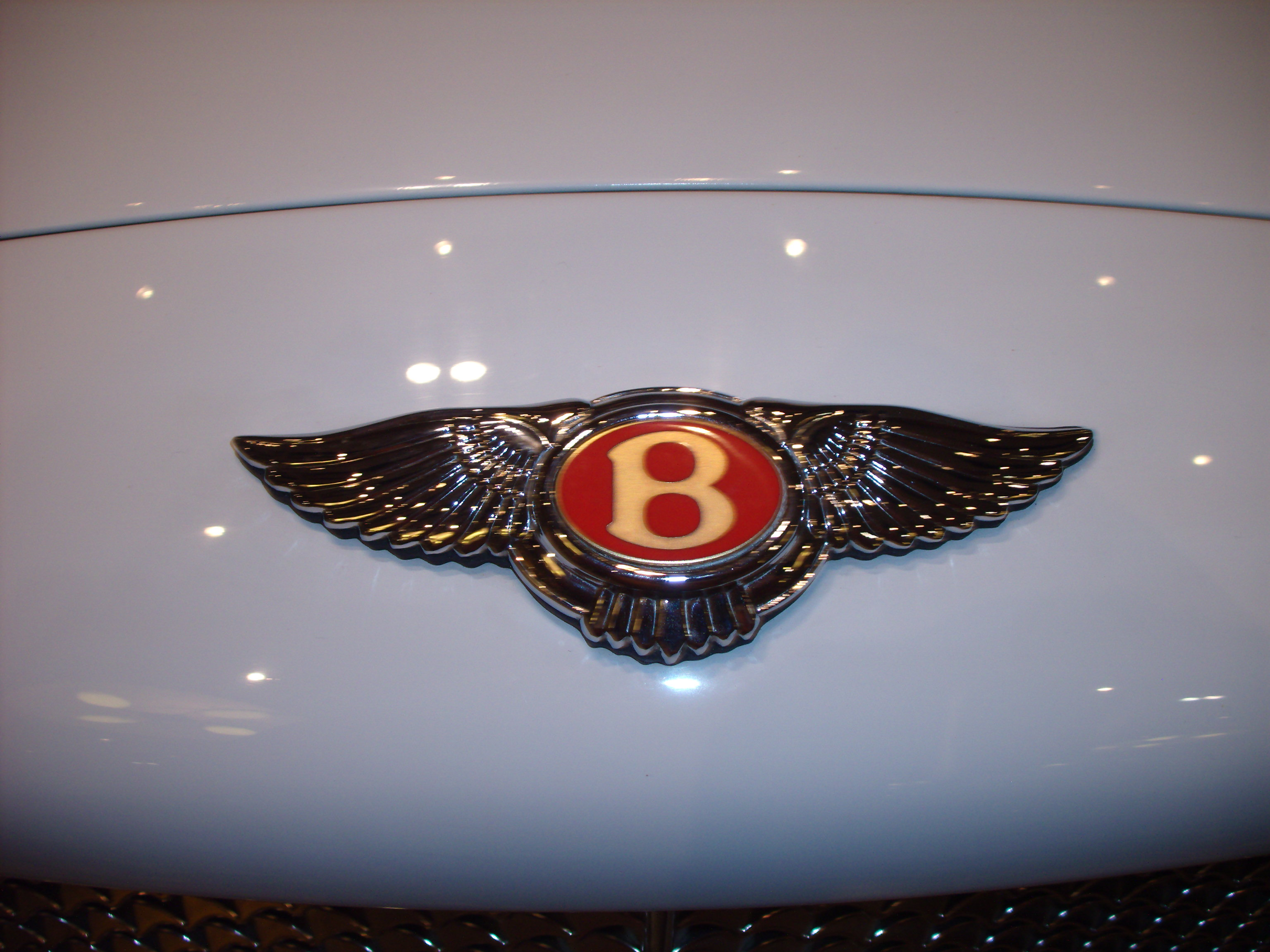
Логотип на Bentley Arnage 1998 року

Протягом 70-х років через серію криз попит на дорогі машини різко впав. Особливо сильно це відбилося на Bentley. У загальному обсязі продажів Rolls-Royce Motors Limited частка Bentley становила всього 5 %. Крім того, Rolls-Royce зазнав великих втрат на розробці авіаційного двигуна RB211. Самостійно вирішити виниклі фінансові проблеми Rolls-Royce був не в змозі, тому було ухвалено рішення виділити в окремий бізнес автомобільний підрозділ Rolls-Royce Motors Limited і продати його компанії Vickers.
Після зміни власника і за згодою керівництва Vickers почалося відродження марки Bentley. Завдяки можливості самостійно створювати автомобілі почала зростати частка бренду і в обсягах продажів. Відновлений спортивний імідж викликав новий інтерес до назви Bentley. До 1986 року співвідношення продажів Bentley/Rolls-Royce досягло 40:60, а до 1991 року встановився паритет.
Першим автомобілем нової генерації став Bentley Mulsanne, що випускався з 1980 по 1992 рік. Окремі його модифікації продовжували випускатися до 2000-х років.

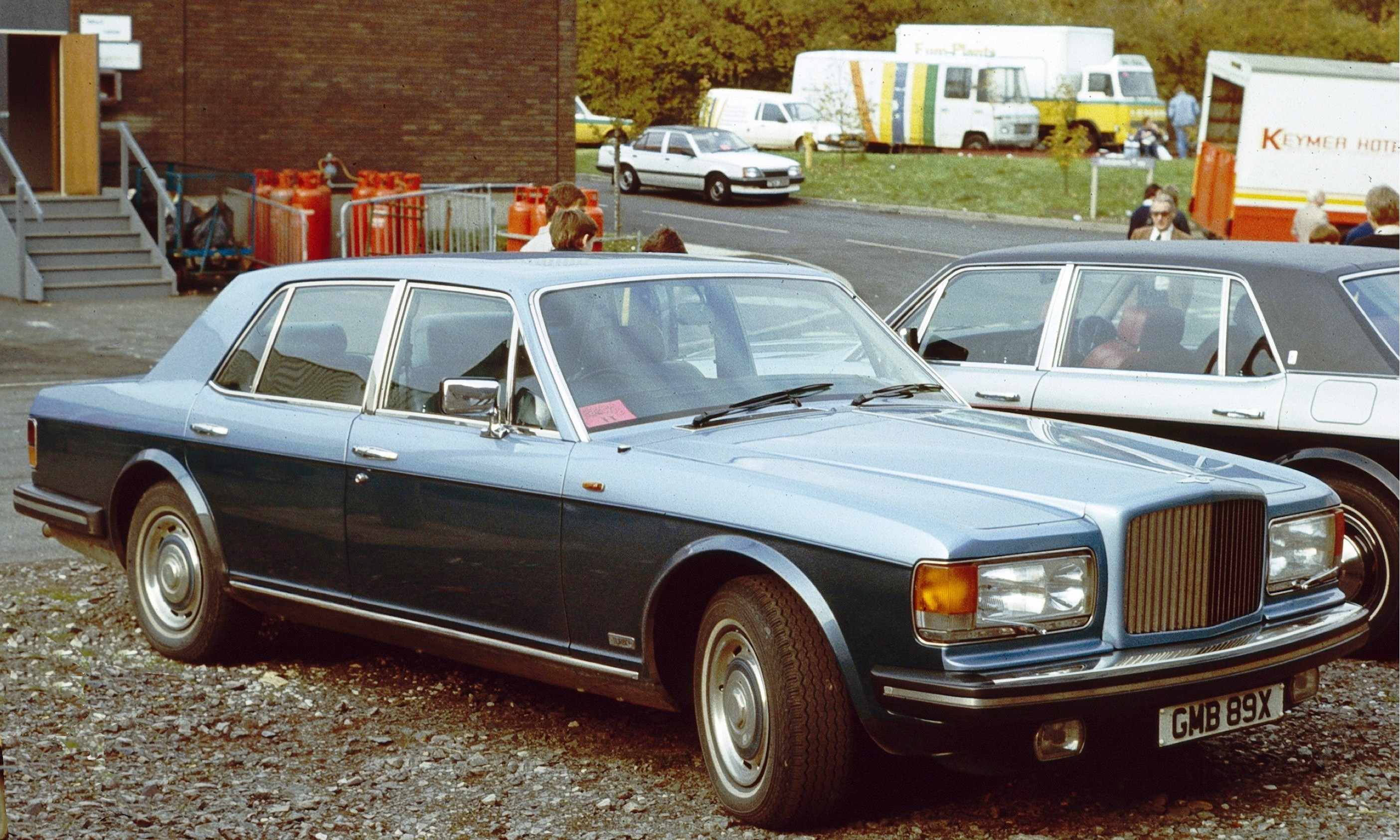
Bentley Mulsanne Turbo 1984 року

Назву «Mulsanne» було взято на честь історичних успіхів Bentley в автоспорті, що включали в себе п'ять перемог в 24-годинних гонках в Ле-Мані в 1924-1930 роках. «Mulsanne Straight» — назва ділянки гоночної траси Ле-Мана, де машини досягають найвищих швидкостей.
На Женевському салоні 1982 року було продемонстровано Bentley Mulsanne Turbo. Завдяки турбонагнітачу потужність двигуна зросла на 50 % — до 300 к.с..
За оцінками фахівців Bentley Mulsanne Turbo став одним із кращих седанів у світі, перевершуючи навіть Mercedes-Benz 600SEL.
Крім варіанту Turbo, автомобіль випускався ще в декількох варіантах: Mulsanne (базова модель), Mulsanne L (лімузин) і Mulsanne S (рестайлінг базової моделі 1987 року).

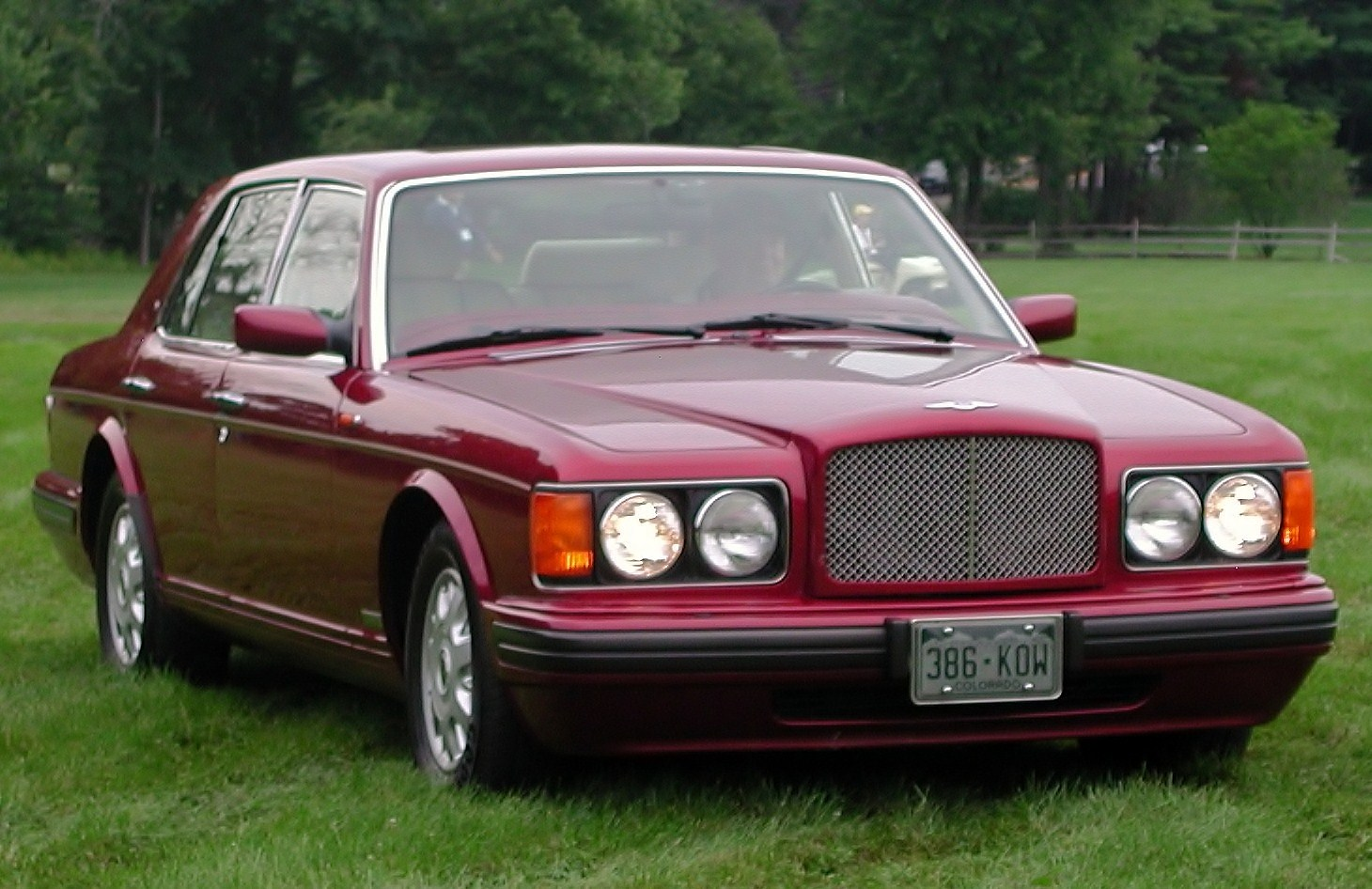
Bentley Brooklands R Mulliner

З 1984 по 1992 рік випускалися Bentley Eight (базова модель), Bentley Brooklands (покращений варіант базової моделі) і Bentley Turbo R (версія з турбонаддуванням). Ці автомобілі відносились до «проєкту 90» і повторювали різні варіанти Rolls-Royce Silver Spirit.
Але найулюбленішою моделлю Bentley в 90-ті роки ХХ століття стали дводверні купе Bentley Continental, що випускалися з 1991 року у виконаннях, що відрізнялися рівнем обробки і двигунами, — R, S, T і R Mulliner. Топовою моделлю в лінійці Continental став Azure, в розробці дизайну якого брало участь італійське кузовне ательє Pininfarina.
Особливою симпатією у покупців користувалися моделі з індексом «T» (з турбонаддуванням). У англійців був навіть популярний каламбур: «Неодмінні супутники джентльмена — Black T (Bentley серії T чорного кольору) і „black tea“ (чорний чай)».

## Bentley у власності компанії Volkswagen (1998-сьогодні)
У жовтні 1997 року компанія Vickers приймає рішення про продаж Rolls-Royce Motors. Найімовірнішим покупцем був BMW AG, оскільки був досвід спільної співпраці: BMW постачав двигуни та інші автомобільні компоненти для Bentley і Rolls-Royce, а також брав участь у спільних з Vickers роботах зі створення авіаційних двигунів.
Але, коли BMW AG зробив остаточну пропозицію в розмірі 340 млн фунтів, надійшла пропозиція від Volkswagen AG — 430 млн фунтів. Новим власником Bentley став Volkswagen AG.
За умовами угоди Volkswagen AG отримував права на виробничі та адміністративні об'єкти, конструкцію автомобілів, назви моделей, фірмову емблему Rolls-Royce «Дух екстазі», але не мав прав на використання логотипу та назви Rolls-Royce, оскільки права власності на них належали Rolls-Royce Holdings plc.
У 1998 році BMW AG продовжував поставки компонентів для автомобілів Rolls-Royce і Bentley, зокрема — двигунів V8 для моделей Bentley Arnage і V12 для Rolls-Royce Silver Seraph, але, відповідно до умов контракту, за 12 місяців BMW повідомив Volkswagen AG про припинення поставок. Для підготовки нових автомобілів на агрегатах Volkswagen AG дванадцяти місяців було недостатньо.
Крім цього, BMW заплатив Rolls-Royce plc 40 млн фунтів за ліцензію на назву і логотип Rolls-Royce і, таким чином, став власником марки Rolls-Royce.
Після тривалих переговорів BMW AG і Volkswagen AG домовилися, що з 1998 по 2002 рік BMW AG буде продовжувати постачати двигуни і компоненти, при цьому дозволить Volkswagen AG тимчасово використовувати назву і логотип Rolls-Royce.
У 2003 році всі поставки двигунів BMW завершилися закінченням виробництва моделі Rolls-Royce Silver Seraph.
З 1 січня 2003 року Volkswagen AG став єдиним власником, виробником і постачальником автомобілів марки Bentley. У той же час компанія BMW AG створила нову юридичну особу — Rolls-Royce Motor Cars Limited, побудувала нову адміністративну штаб-квартиру і виробничий комплекс для автомобілів марки Rolls-Royce в Гудвуді, Західний Сассекс, Англія.
Таким чином, відбувся поділ «ворогів», які змушені існувати разом 67 років.
На модернізацію заводу Bentley в Кру і розширення виробництва Volkswagen AG витратив більше 500 млн фунтів. Чисельність виробничого персоналу збільшилася більше, ніж удвічі.
Bentley епохи Volkswagen починаються з моделей, запущених у виробництво ще за спільними з Rolls-Royce проєктами: дводверного купе Bentley Brooklands, розкішного люксового седана Bentley Arnage і стильного купе-кабріолета Bentley Azure.
У листопаді 2000 року Bentley офіційно повідомили про своє повернення в гонки 24 години Ле-Мана, а в січні 2001 року на автосалоні в Детройті був представлений новий гоночний автомобіль Bentley EXP Speed 8.
У червні 2001 року два Bentley EXP Speed 8 беруть участь в гонці Ле-Ман. Команда Bentley посіла третє місце і через 71 рік піднялася на п'єдестал пошани.
У 2002 році на честь п'ятидесятирічного ювілею сходження на трон Королеви Великої Британії Єлизавети II Bentley випускає в 2-х примірниках спеціальний автомобіль — Bentley State Limousine. Цей автомобіль став першим Bentley, який буде використовуватися під час урочистих державних церемоній.

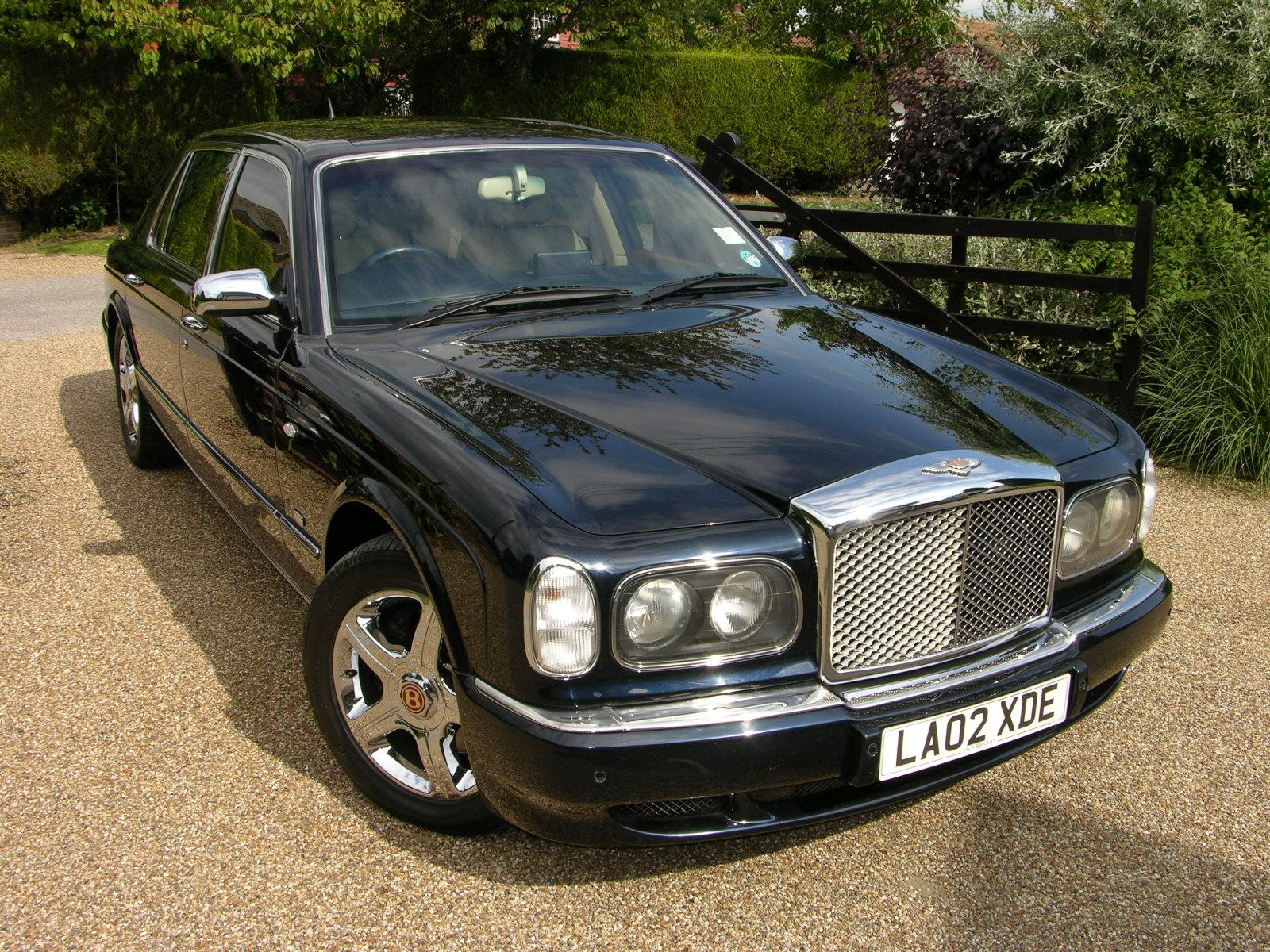
Bentley Arnage Red Label Mulliner 2002 року

У 2002 році Bentley починає розробку суперседана з 8-літровим мотором W12, що розвиває 1000 к.с.. Модель націлилася змістити з пальми першості конкурентів з Maybach і Rolls-Royce.
У березні 2002 року британці представляють седан Arnage R, який комплектують таким же мотором, об'ємом 6,75 літра, як і Arnage T. Але у виконанні R седан розвивав на 50 к.с. менше (400 к.с.). Як заявили представники компанії, машина від цього не стала гіршою і розганяється до тих же 250 км/год максимальної швидкості з динамікою розгону 6,3 секунди до 100 км/год. Список стандартного оснащення поповнив круїз-контроль, система навігації, 18-дюймові диски з покришками Pirelli та інше. Уже тоді автомобіль оснащувався системою ABS, ESP, системою розподілу гальмівних зусиль EBD і системою аварійного гальмування Brake Assist. Пасивна безпека покладалася на кілька фронтальних подушок і чотири бічні подушки безпеки.

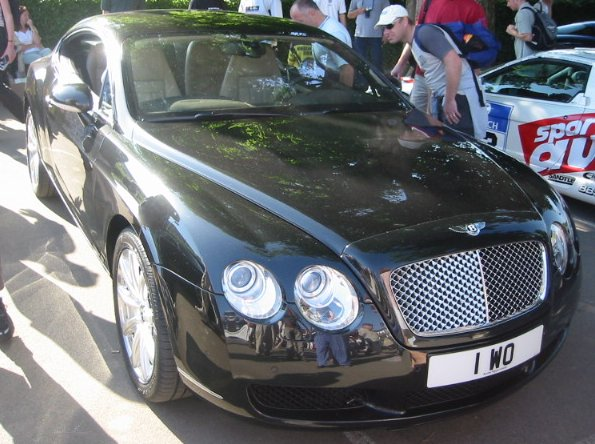
Bentley Continental GT 2003 року

У вересні 2002 року компанія Bentley остаточно повертає собі назву, дану їй її засновником у 1919 році — Bentley Motors Limited, яке вона втратила при злитті з Rolls-Royce у 1931 році. Наприкінці місяця пройшов офіційний показ новітнього спортивного купе — Continental GT. У продаж новинка потрапила тільки до другої половини наступного року.
Попри позиціонування моделі як спорткара, вона поєднує в собі потужність і керованість від спорткупе з комфортом і розкішшю від представницького седана. В автомобілі було 4 місця, що стало можливим завдяки похилій кормі і великому звісу. Під капот своєї новинки британці встановили новий 6-літровий двигун W12, потужністю 500 к.с., з яким її максимальна швидкість досягала 290 км/год. Вся потужність мотора передається на чотири колеса за допомогою шестиступінчастої коробки передач. Свого часу Bentley Continental GT став найшвидшим представником марки. На жовтневій виставці в Бірмінгемі Bentley Continental GT назвали «Кращим автомобілем виставки».
У грудні 2002 року починається збірка заключної обмеженої партії Continental R і Azure. Всі представники «Final Series» виділилялися тим, що їх складали вручну. З цього моменту вони залишили конвеєр. В цілому випустили 11 ексклюзивних Continental R і 52 ексклюзивних Azure. Під капот останніх класичних Bentley встановили 420-сильні двигуни. Моделі відрізнялися багатою обробкою за специфікацією Mulliner. Також автомобілі оснастили 18-дюймовими п'ятишпицевими дисками і забарвленими гальмівними супортами.
Захід для Continental R і Azure став світанком для Continental GT, розробка якого велася вже під заступництвом VW Group. Continental GT став новою віхою для заводу Bentley і для сучасної історії легендарного англійського автовиробника.

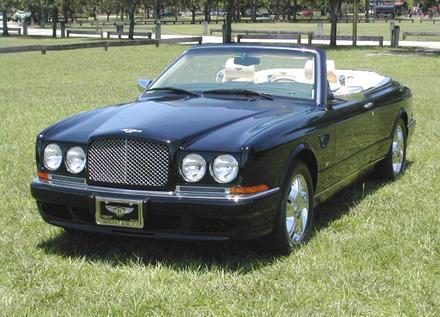
Bentley Azure Mulliner Final Series 2003 року

У квітні 2003 року підрозділ Bentley Mulliner випускає броньований лімузин Arnage B6, здатний захистити пасажирів від автоматної черги з АК-47 і навіть підриву гранатою. В основі броньованої представницької машини лягла подовжена платформа від седана Arnage. Пропонувалося три варіанти довжини кузова і індивідуальна обробка салону.
Маса автомобіля відчутно зросла, що змусило інженерів переробити гальмівну систему, підвіску і систему контролю стабільності. Стандартна версія мала повністю броньований кузов і куленепробивне скло, систему внутрішньої рециркуляції повітря без його забору із зовнішнього середовища, а також піротехнічні патрони, які відривали двері для екстреної евакуації з машини. Броньований лімузин Bentley Arnage B6 продавався за ціною від 500 до 550 тисяч доларів США.
У травні 2004 року Bentley починає серійне виробництво оновленого Arnage. Автомобіль позиціонувався моделлю 2005 року. В оновленому Arnage з'являється новий капот і решітка радіатора. Також оновлюються фари головного світла, а загальна гама кольорів кузова налічувала 40 відтінків (27 кольорів для салону).

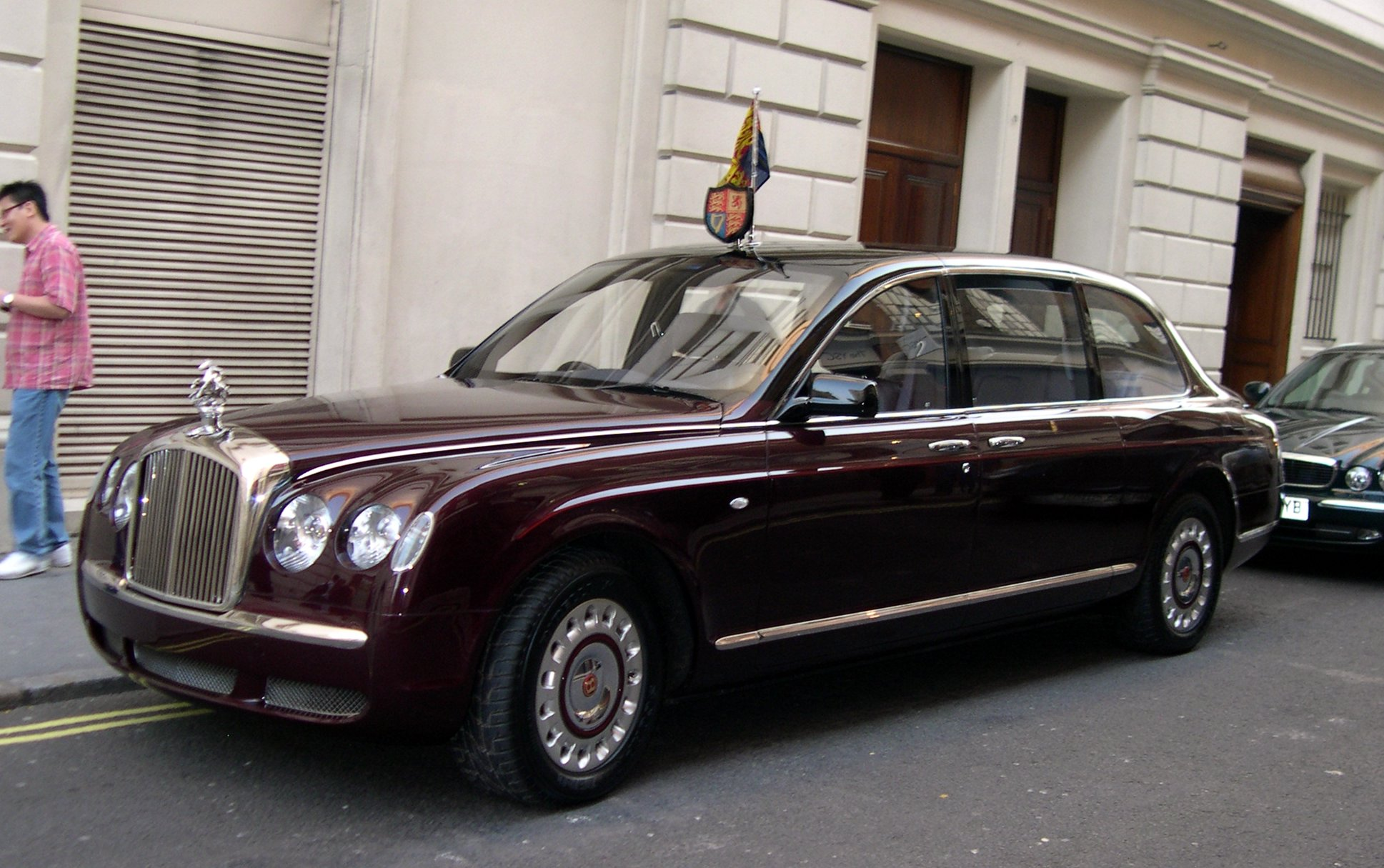
Bentley State Limousine 2002 року

Двигун залишився тим же — 6,75 літра робочого об'єму і 400 к.с. потужності. З таким двигуном оновлений Arnage розганявся до 318 км/год максимальної швидкості і почав відповідати нормам екологічності по стандарту Euro-4. Для поліпшення керованості машини вона отримала іншу задню підвіску. У салоні змінилася панель приладів і додалася штатна супутникова навігаційна система, адаптована під DVD-носії.
У грудні 2004 року Bentley оголошує про випуск 20 ексклюзивних лімузинів на базі Arnage (концепт раніше був представлений в Женеві). Кожен ексклюзивний лімузин отримує свій власний номер. Колісна база машини виросла до 3566 мм. Кузов кожного лімузина мав двоколірне забарвлення. Лімузин отримав мультимедійну систему з 12-дюймовими РК-екранами в підголівниках. Для лімузина була доступна така опція, як комп'ютер з підключенням до Інтернету, холодильник і навіть х'юмідор для сигар.

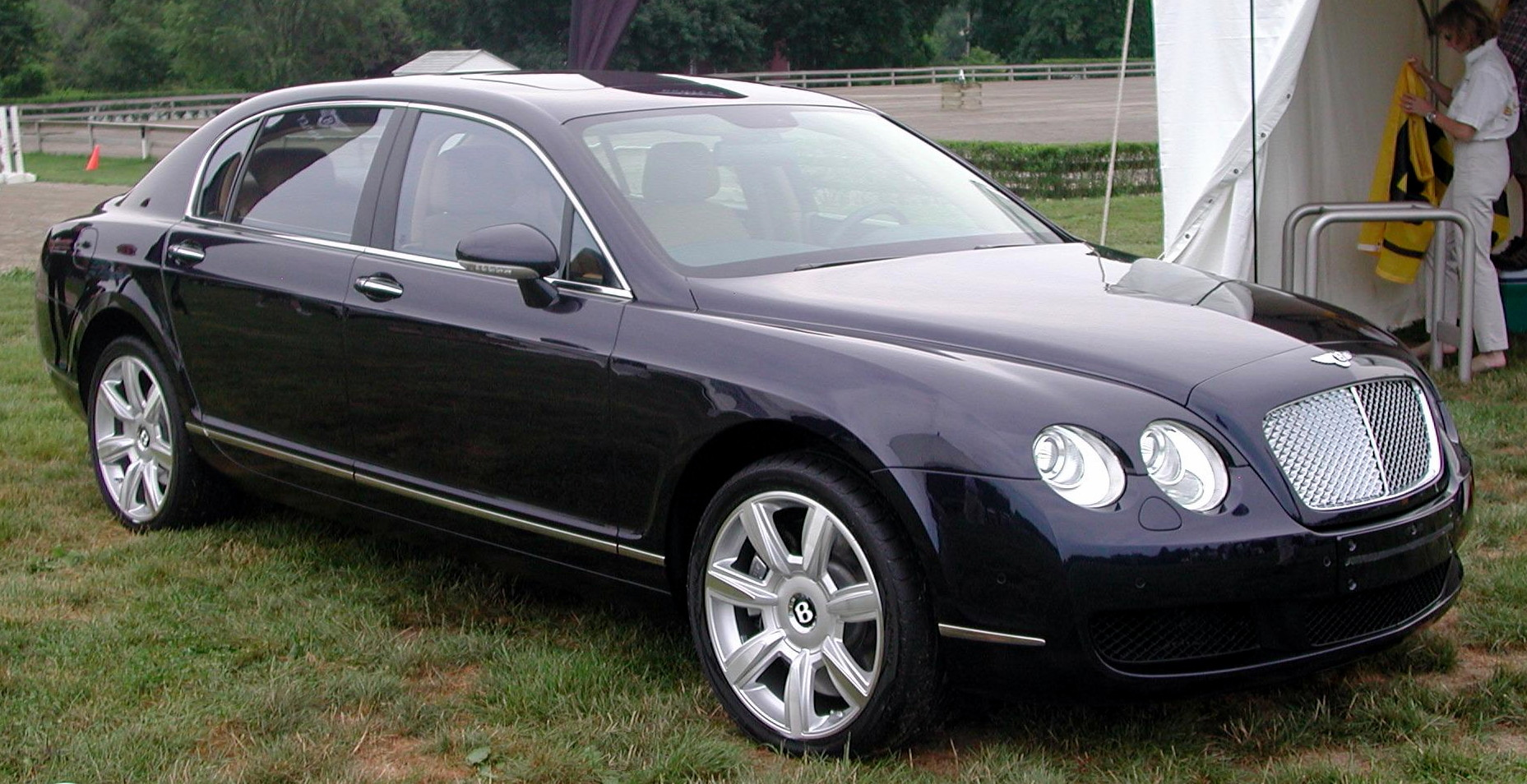
Bentley Continental Flying Spur

У рух розкішний лімузин приводився «вісімкою» з двома турбонагнітачами, з робочим об'ємом 6,7 літра і потужністю 400 к.с..
У 2005 році Bentley Continental GT переїжджає на завод Volkswagen в Дрездені, на конвеєр разом з Volkswagen Phaeton. Перенесення виробництва Continental GT на завод в Дрездені дозволив ефективніше використовувати його виробничі потужності: досі завод Volkswagen був завантажений менш ніж на чверть.

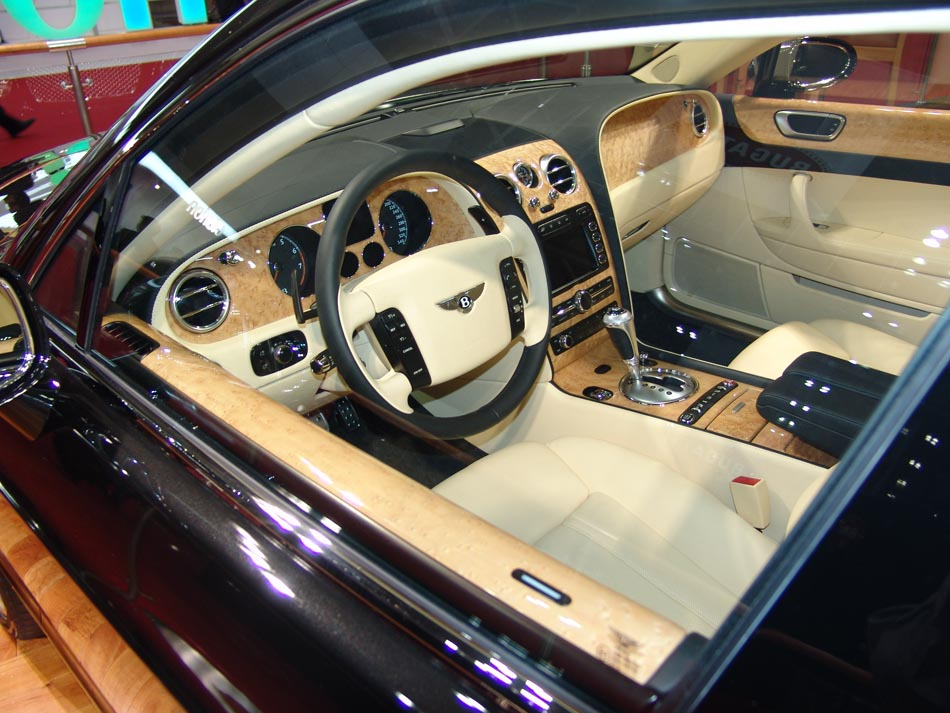
Інтер'єр Bentley Continental Flying Spur

На березневому автосалоні 2005 року в Женеві англійська компанія показала новітній седан Continental Flying Spur. В основу новинки лягла платформа від ефектного купе Continental GT, і в технічному плані автомобілі були дуже схожі.
Седан комплектували тим же шестилітровим бітурбованим мотором W12, потужністю 552 к.с.. З ним Flying Spur розганявся до 100 км/год за 5 секунд і розвивав 305 км/год максимальної швидкості. Мотор працював в парі з напівавтоматом ZF.

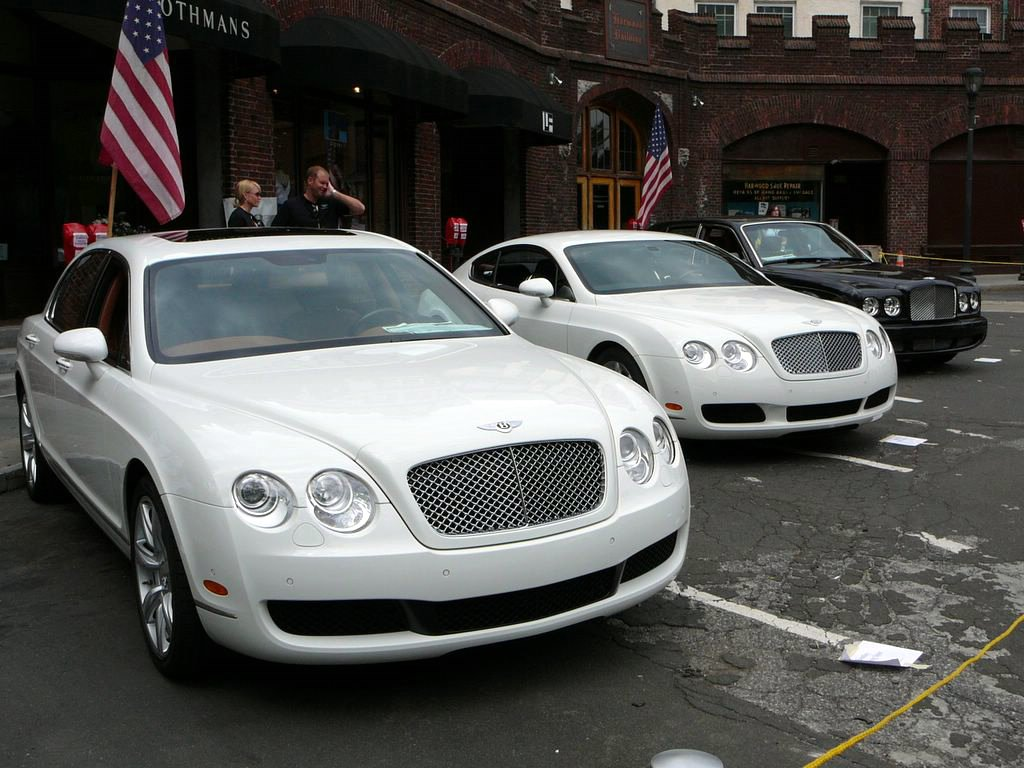
Модельний ряд Bentley пізніх 2000-х років (зліва направо): Flying Spur, Continental GT та Arnage

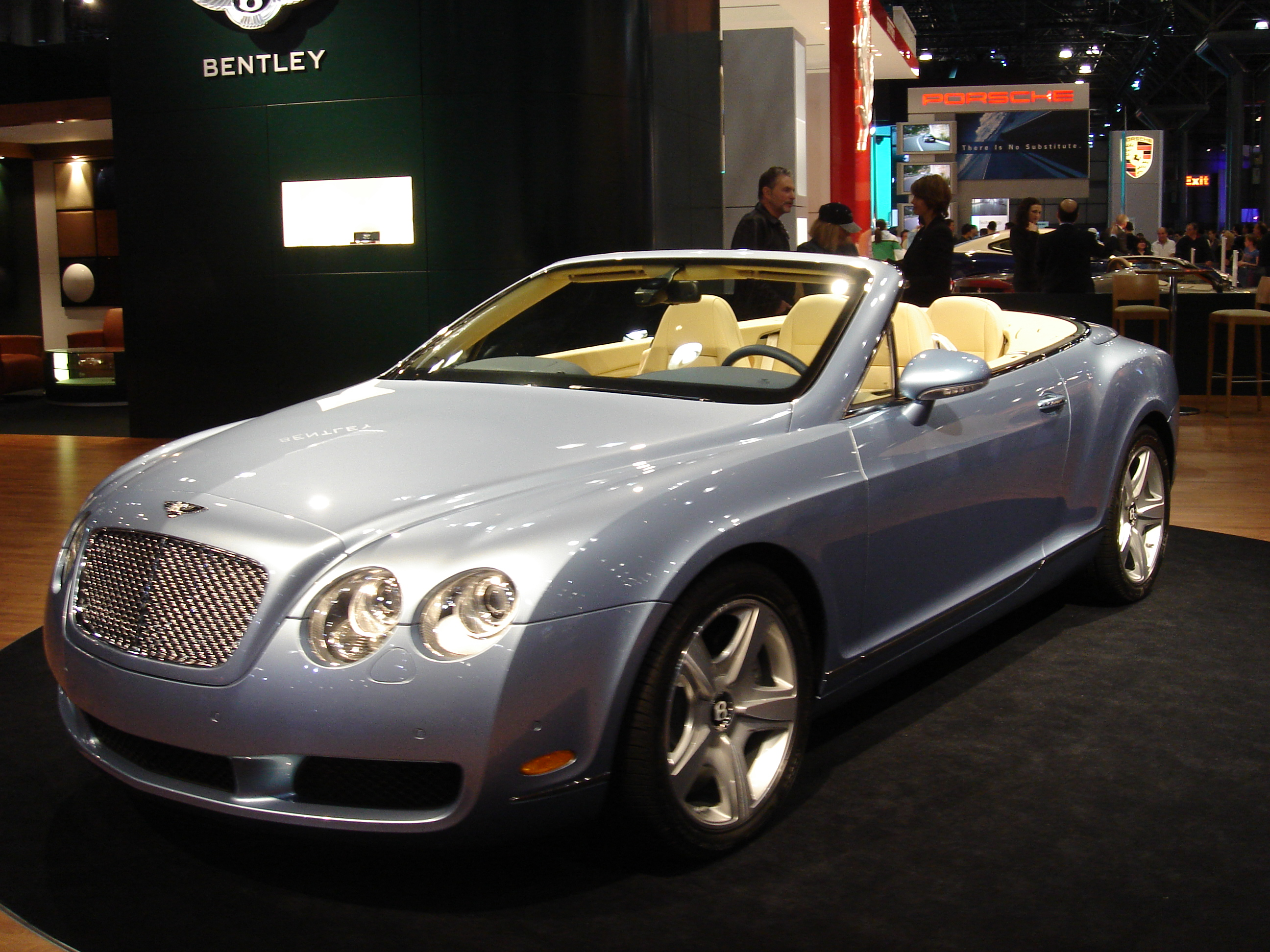
Bentley Continental GTC

Слідом за купе Continental GT на завод Volkswagen в Дрезден переїжджає і виробництво седана Continental Flying Spur.
У вересні 2005 року британська компанія показала новий кабріолет на базі Continental GT, який отримав назву GTC. У новому авто використовується м'який складаний дах, дуже багате оздоблення салону, повноприводна трансмісія, а також двигун W12 з робочим об'ємом 6,0 літра і потужністю 560 к.с.. Continental GTC став дорожчим за купе на 15-20 % із середнім цінником близько 310 тисяч доларів США. Збірка новинки почалася у вересні 2006 року на тому ж заводі в Дрездені, що й збірка звичайного GT.

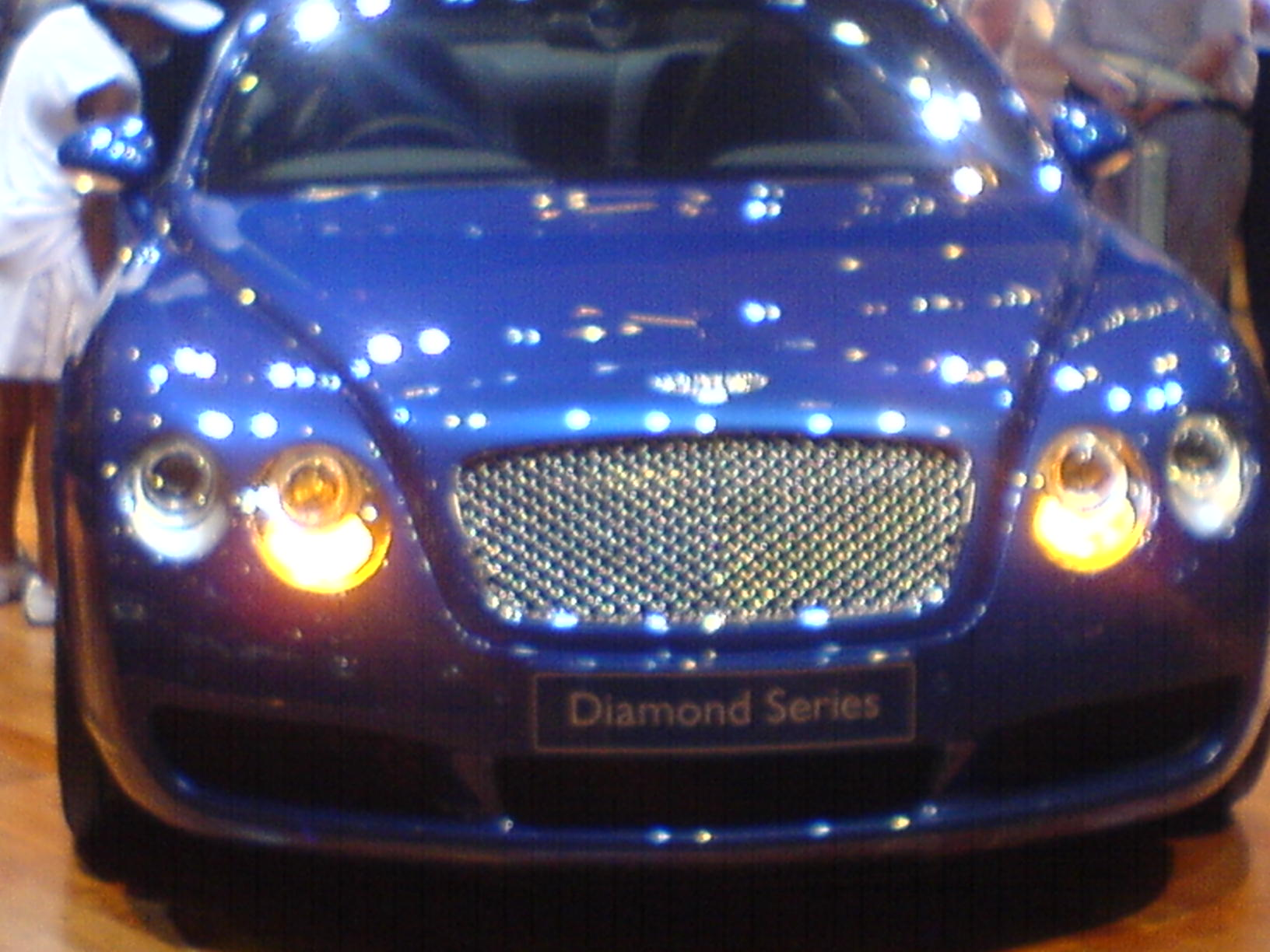
Bentley Continental GT Diamond Series 2006 року

У лютому 2006 року британці випустили найдорожчий Continental GT в модифікації Diamond Series. Тираж новинки — всього 400 примірників. Серія отримала посилені керамічні гальма розміром 420 мм, оригінальні 20-дюймові колісні диски, стильні шкіряні крісла, алюмінієві педалі і т. д.. Двигун залишився той же.
У серпні 2007 року британці завершують роботу над найшвидшим представником модельного ряду — Bentley Continental GT Speed. Від звичайної версії GT нове купе відрізнялося 600-сильним двигуном. Крім того, версію Speed оснащують полегшеним на 35 кг кузовом і більш жорсткою підвіскою. Завдяки цим змінам динаміка розгону до 100 км/год скоротилася до 4,3 секунди, а максимальна швидкість збільшилася до 326 км/год.

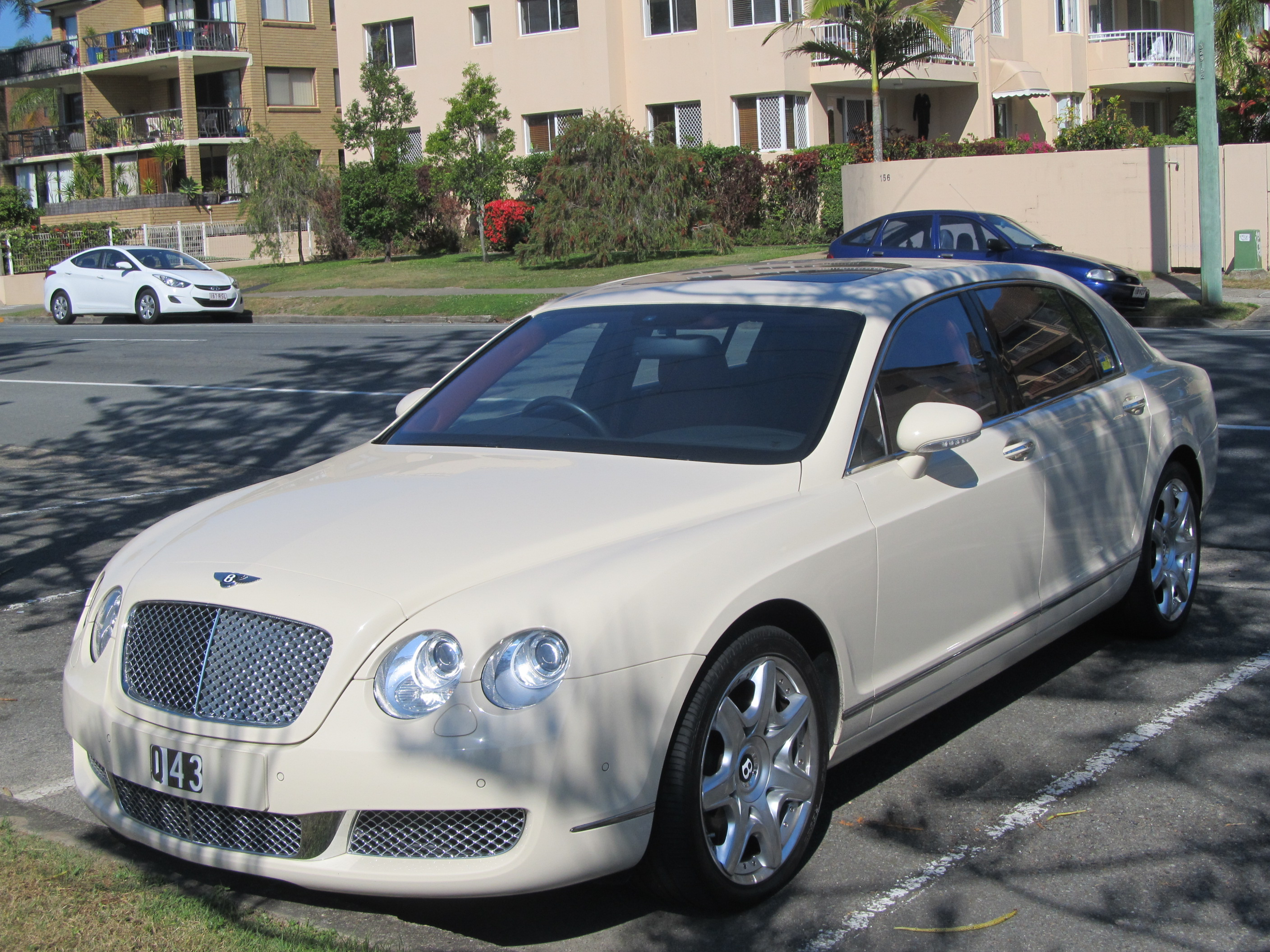
Bentley Continental Flying Spur 2008 року

Влітку 2008 року Bentley представили оновлений седан Continental Flying Spur. Крім того, з'являється найпотужніша версія цього седана з приставкою Speed в назві.
Найбільше в оновленому автомобілі змінюється дизайн передньої і задньої частини. Його оснащують 19-дюймовими колісними дисками, сучаснішою музичною системою з 15 динаміками. Крім того, в модернізованому автомобілі змінили налаштування підвіски і рульового управління.

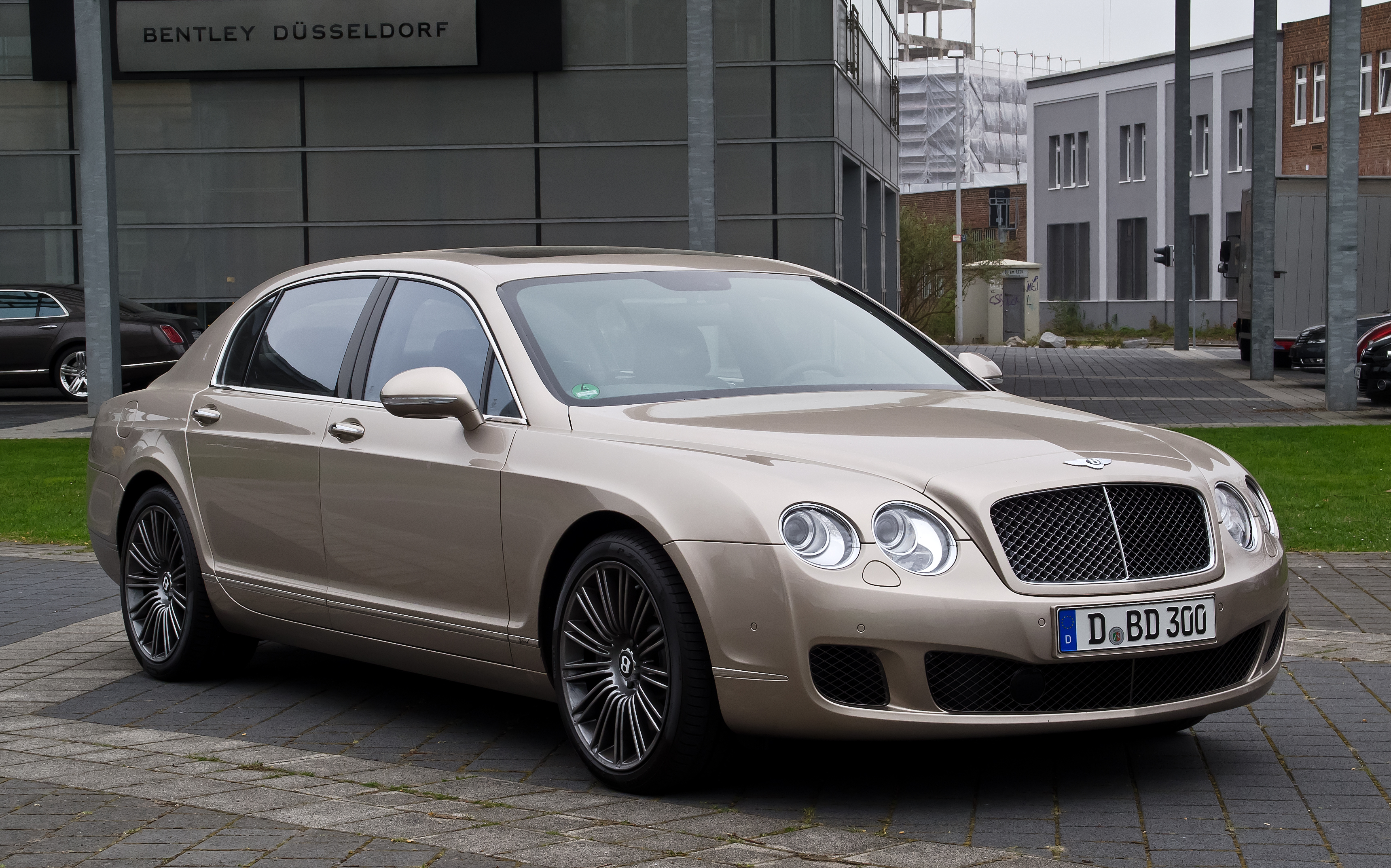
Bentley Continental Flying Spur Speed

Flying Spur Speed оснащують 6,0-літровим двигуном W12, потужністю 600 к.с.. У версії Speed використовується більш жорстка підвіска, зменшений дорожній просвіт і посилена гальмівна система. Всі ці зміни дозволили довести максимальну швидкість до 322 км/год і динаміку розгону до 100 км/год за 4,8 секунди.
У вересні британська компанія була змушена перевести більшість своїх співробітників на триденний робочий тиждень через падіння продажів на світовому ринку. Особливо сильним ударом для Bentley стало зниження продажів в США на 16 %.

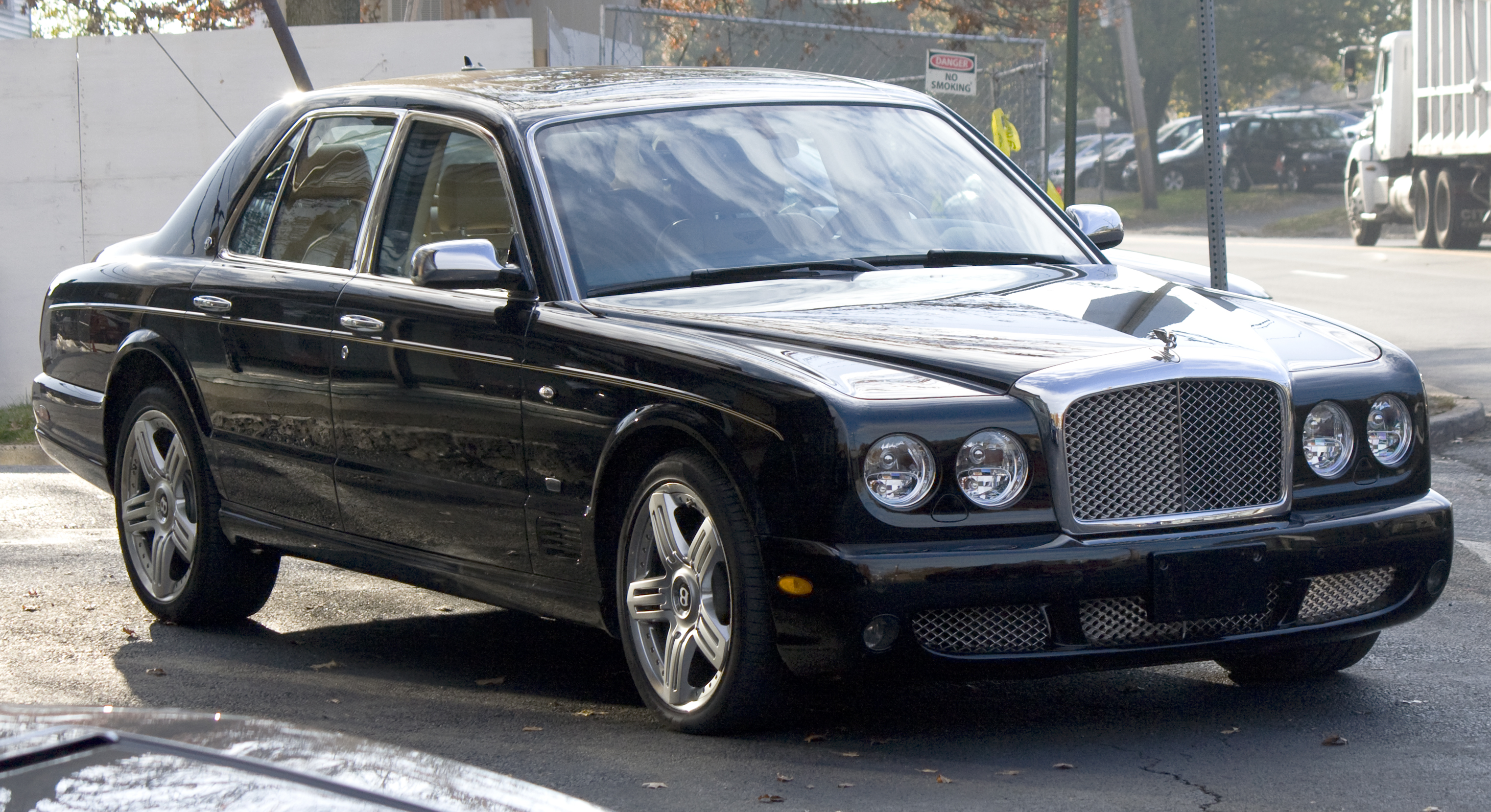
Bentley Arnage Final Series

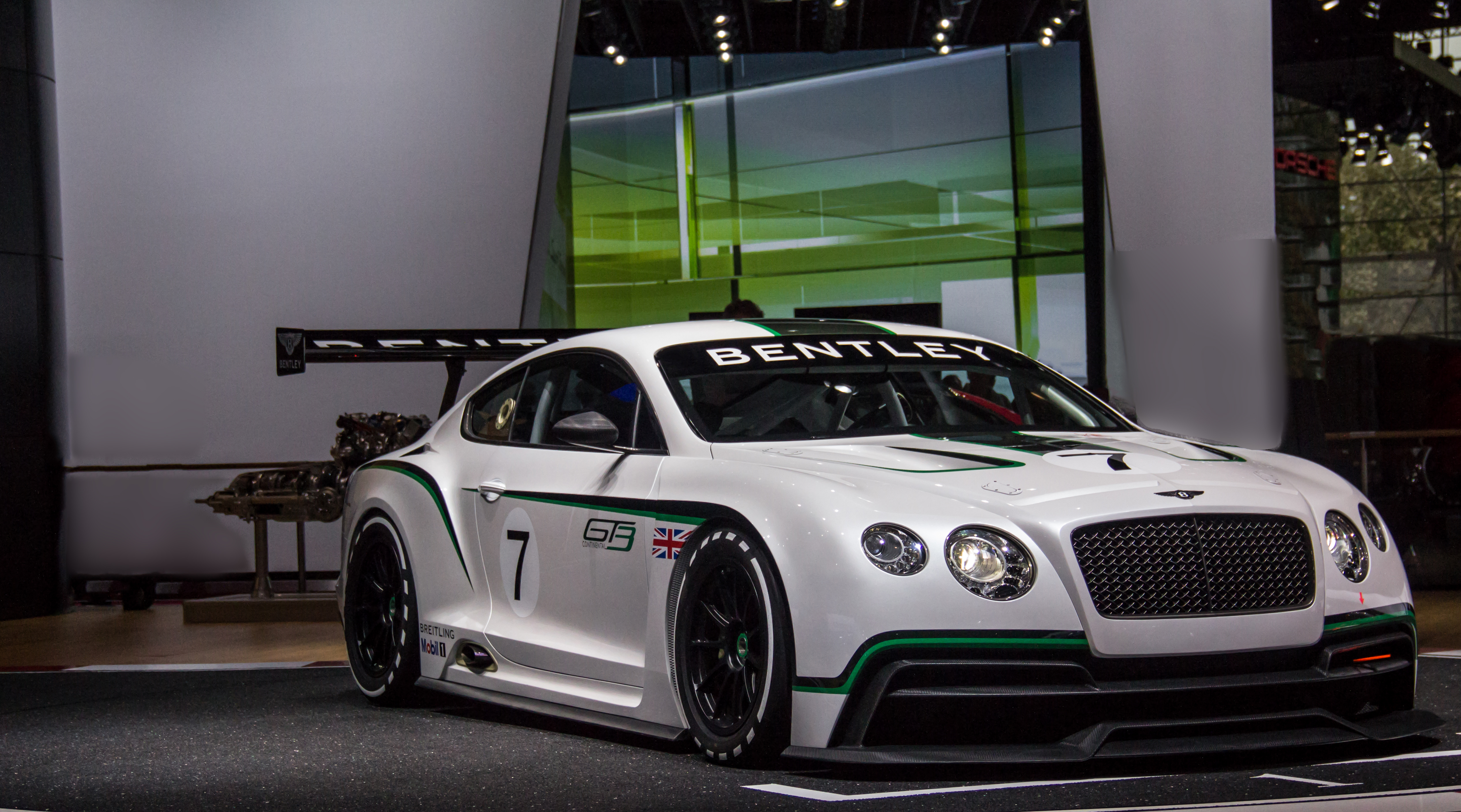
Bentley Continental GT3

На автомобільній виставці в Парижі в 2008 році Bentley повідомили про свої плани попрощатися з Arnage. Оголошується випуск 150 автомобілів фінальної серії. Такі машини оснащують темною решіткою радіатора, стильними 20-дюймовими колісними дисками і спеціальним шильдиком Final Series на крилах.
Під капот останніх Arnage ставили 8-циліндровий мотор з робочим об'ємом 6,75 літра і потужністю 507 к.с. з приголомшливим крутним моментом 1000 Н м. Для двигуна пропонувалася все та ж автоматична коробка передач ZF, що і раніше. З такою технічною начинкою седан розганявся до максимальних 288 км/год і мала динаміку розгону до 100 км/год за 5,5 секунди. Ще одним цікавим доповненням Final Series стали керамічні гальма. У салоні Arnage Final Series панувала розкіш, як і в будь-якому іншому Bentley.

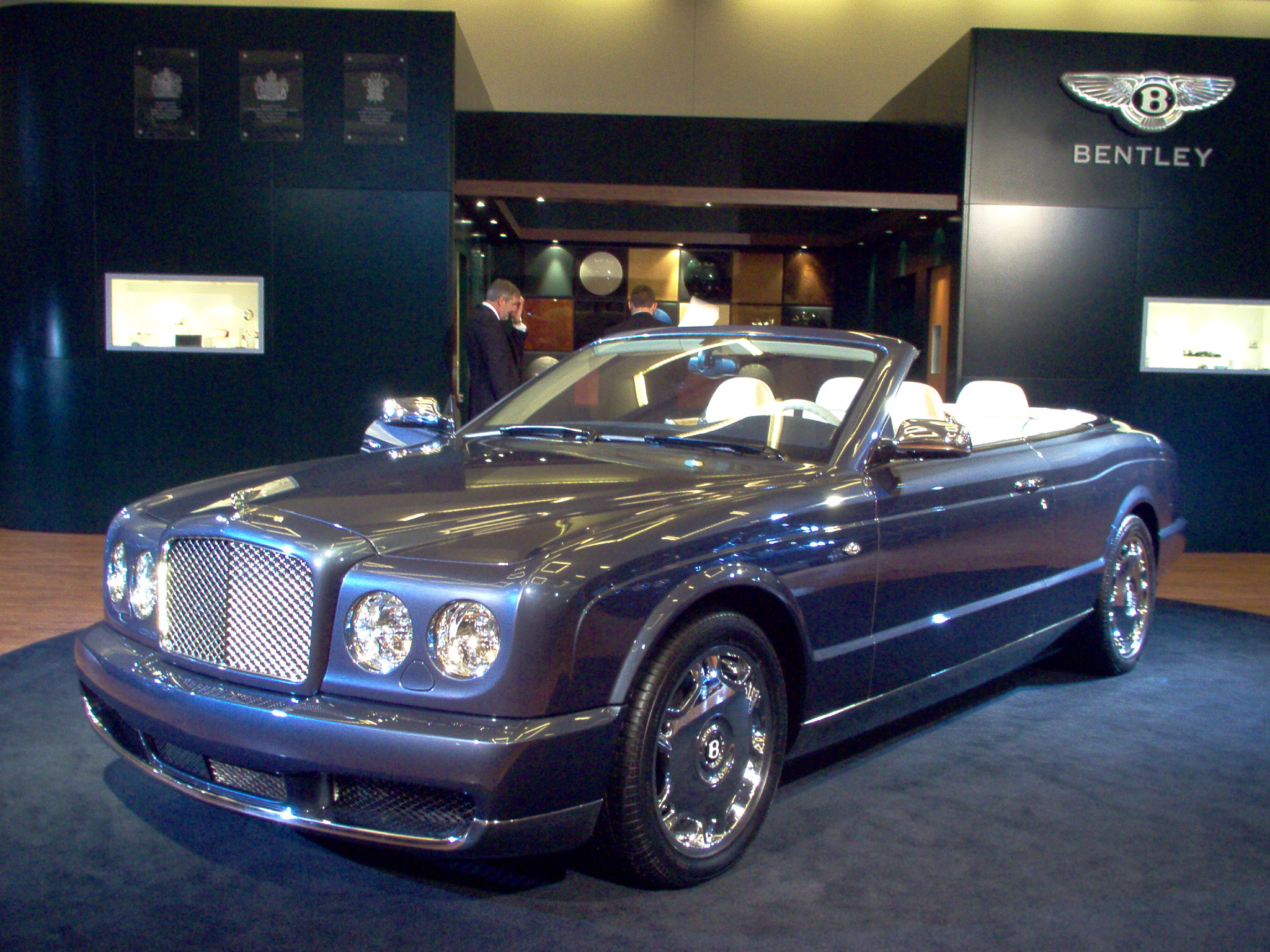
Bentley Azure T

У листопаді 2008 року Bentley публікує перші фотографії найшикарнішого кабріолета в світі — Azure T, оснащеного двигуном V8 з робочим об'ємом 6,72 літра і потужністю 500 к.с. (раніше було 457 к.с.). Кабріолет отримав вдосконалену гальмівну систему, колісні диски іншого дизайну і розширені можливості з обробки салону.
2009 рік почався для всіх співробітників Bentley із семитижневих канікул. Причиною для цього став недостатній попит на світовому ринку.

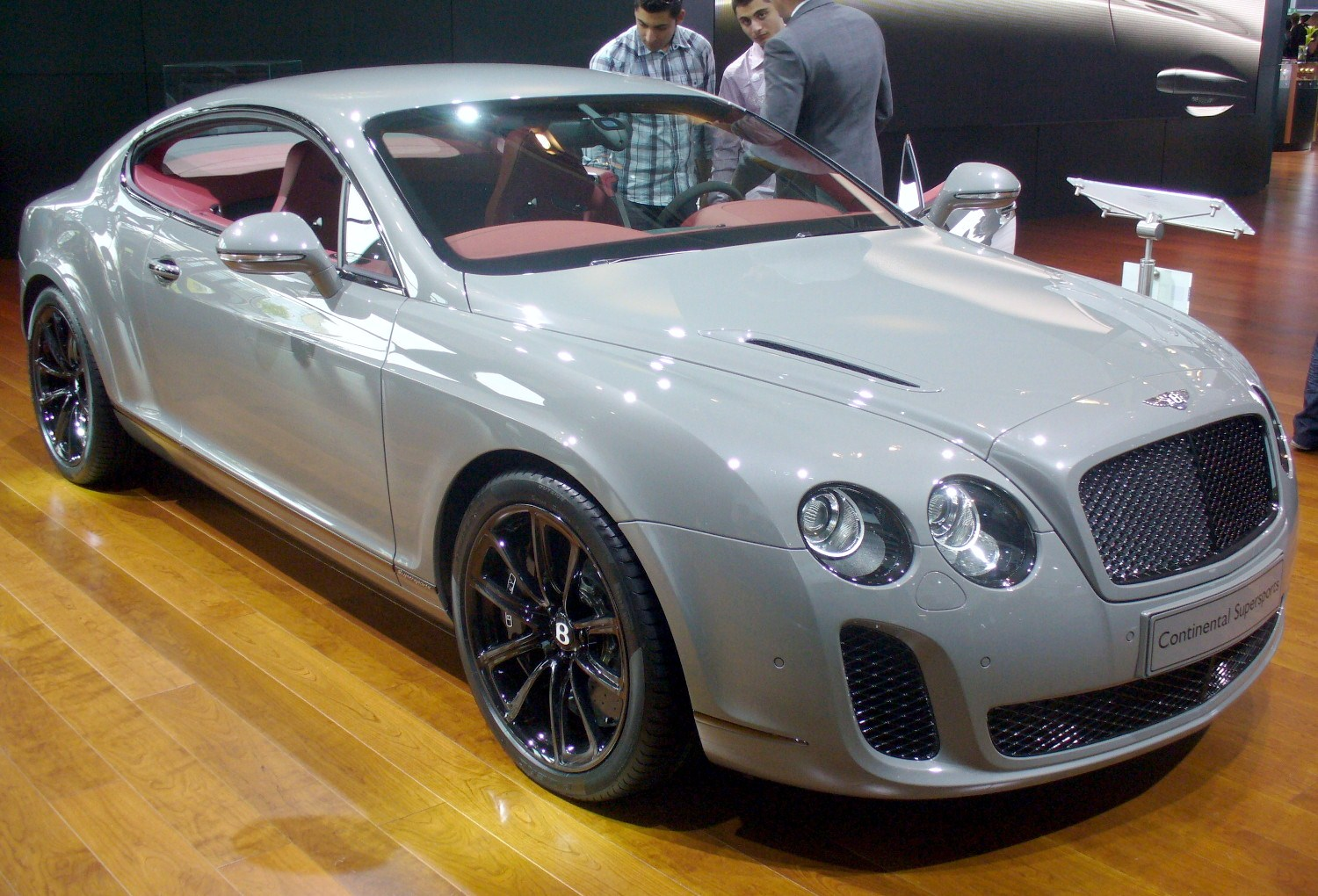
Bentley Continental Supersports

У березні 2009 року Женевська автомобільна виставка зустріла швидкісний варіант популярного купе Continental з приставкою Supersports в назві. В основу новинки лягла модифікація GT Speed, а головною особливістю дебютанта стає двопаливність — бензин і біоетанолова суміш.
Supersports оснащують двигуном V12, потужністю 630 к.с. і крутним моментом 830 Н м. З цим двигуном Supersports розганялася до 329 км/год і мала динаміку розгону до 100 км/год за 4 секунди. Інженери знизили масу машини, перенастроїли підвіску і рульове управління. Також були встановлені метало-керамічні гальма. Найшвидша версія Continental GT позбулася заднього ряду крісел, що дозволило встановити передні спортивні сидіння з карбоновим каркасом.

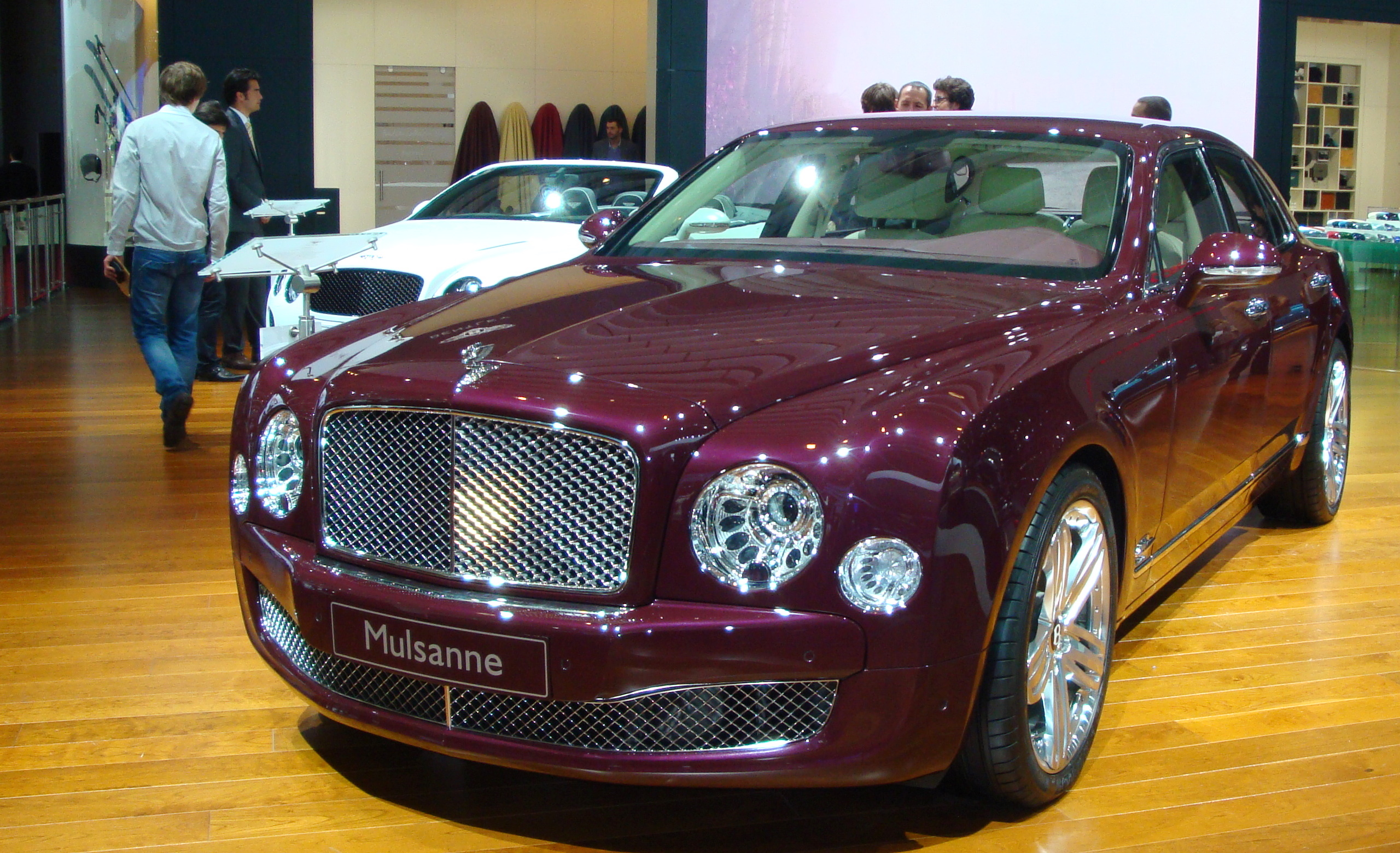
Bentley Mulsanne 2010 року

Як тільки ветеран Arnage вирушив на пенсію, всі розуміли, що найближчим часом Bentley чимось його замінить. Цю заміну британці показали на автомобільній виставці у Франкфурті в 2009 році. Назва новинки — Mulsanne («Бентлі Мульсан»). Як кажуть самі британці, у їх нового флагмана немає нічого спільного з концерном VW Group. Цей автомобіль навіть не отримав жодного вузла і агрегату від Continental, що було б природним продовженням популярного купе. Флагманський Bentley вийшов повністю оригінальним, як в плані дизайну, так і в плані технічної частини.
Для флагмана розробили 550-сильний мотор з 1000 Н м крутного моменту. У двигуні використовується система регулювання фаз газорозподілу, а також система відключення циліндрів. Все це підвищило економічність і екологічність двигуна.
Шасі у нового флагмана Bentley пневматичне з налаштуванням. Все працює під контролем електроніки. Водій може довільно змінювати характеристики підвіски або довіритися комп'ютеру, що підлаштовує їх під поточну швидкість і якість покриття.
Всередині, як і належить, покупця чекає царство розкоші. Є багато вставок з натурального дерева, полірованої сталі і дорогої шкіри. Електронна начинка теж прекрасна: сучасна мультимедійна система, супутникова навігація, потужна 2200-ватна аудіосистема Naim for Bentle, телефон, інтерфейс Bluetooth, система безключового доступу, пам'ять налаштувань крісел і багато іншого.

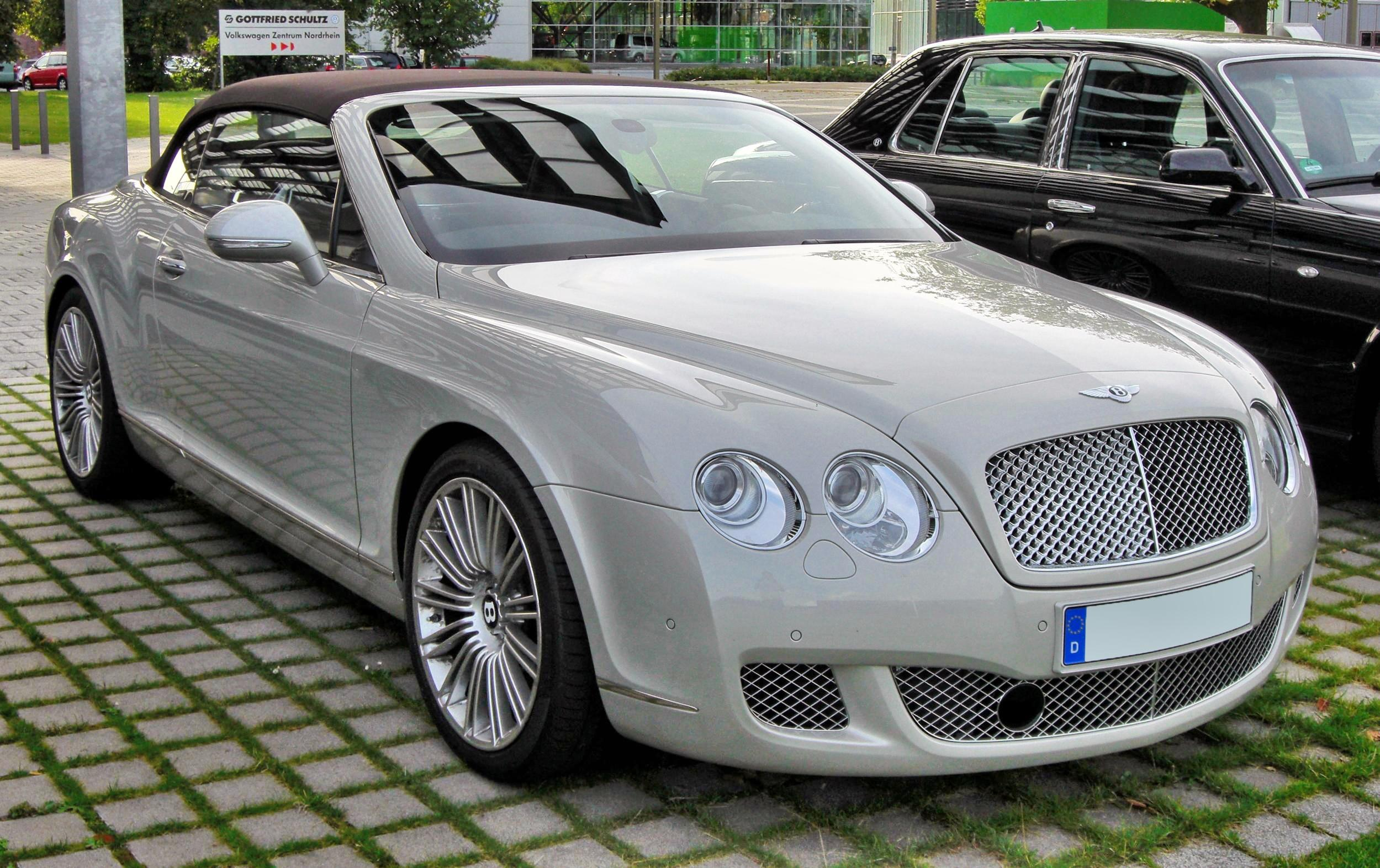
Bentley Continental GTC Speed 2009 року

Після Франкфуртського автосалону 2009 року Bentley відразу ж взялася за створення на базі нового флагмана Mulsanne кабріолета. Цей кабріолет замінює старий кабріолет Azure. З технічної точки зору кабріолет Mulsanne мало чим відрізняється від седана — той же двигун, ті ж налаштування шасі.
Наприкінці 2009 року стає відомо про плани Bentley випустити відкритий Continental Superesports. Під капот автомобіля потрапляє 621-сильний тубомотор W12, який працює разом із КПП Quickshift. Динаміка розгону у кабріолета виявилася нічим не гіршою, ніж у купе.

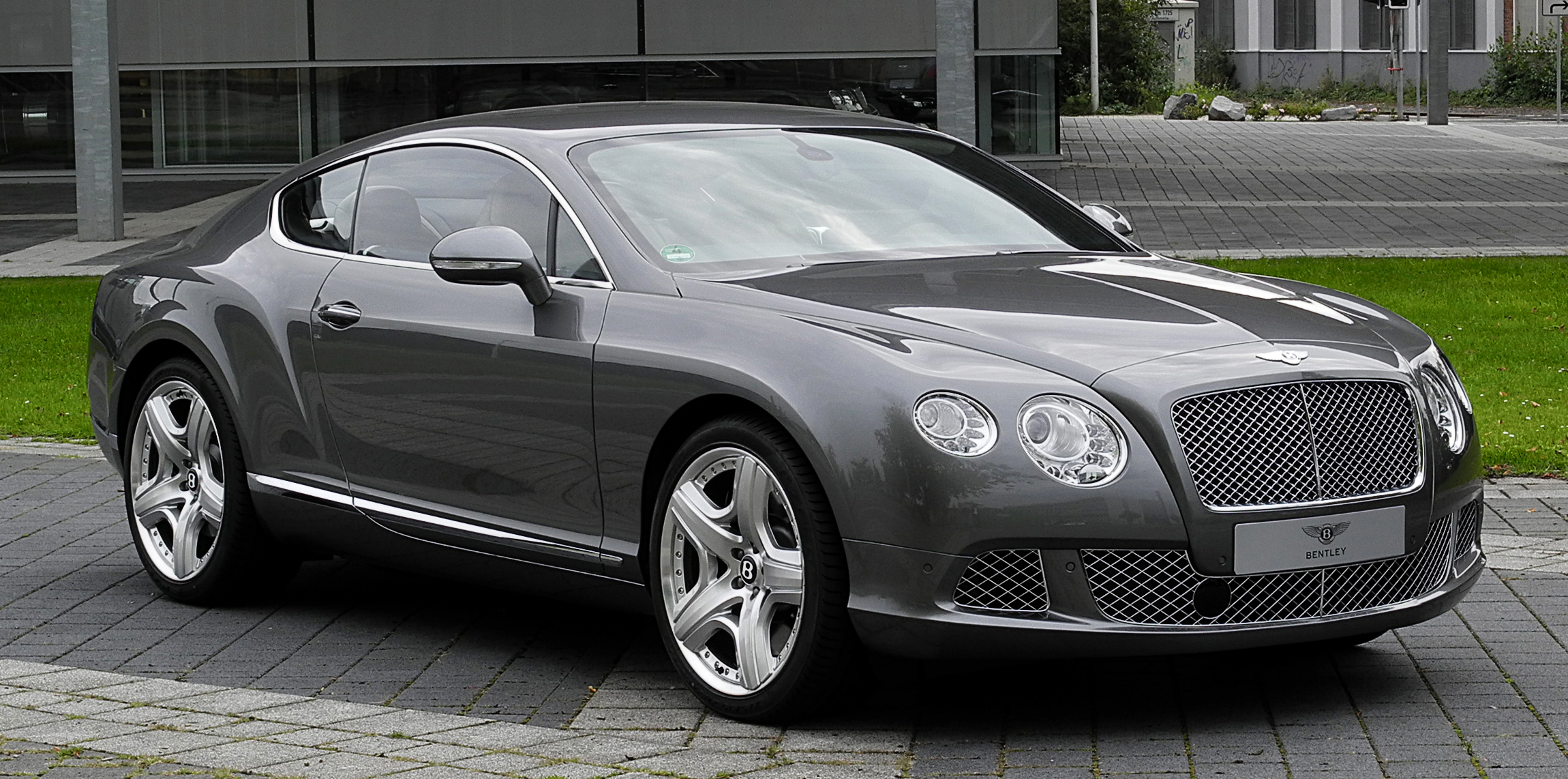
Bentley Continental GT 2011 року

На березневій виставці в Женеві 2010 року італійський тюнер Carrozzeria Touring Superleggera показав перероблений кабріолет Bentley Continental GTC Speed під тридверний універсал. Для цього кузова більше підходить визначення «shooting brake» (на початку XX століття з ним любили експериментувати багато автовиробників).
На осінній виставці в Парижі Bentley показали новий Continental GT. Хоч купе і позиціонували «новим», він отримав платформу від свого попередника. Bentley — це не той виробник, який постійно випускає принципово нові автомобілі.

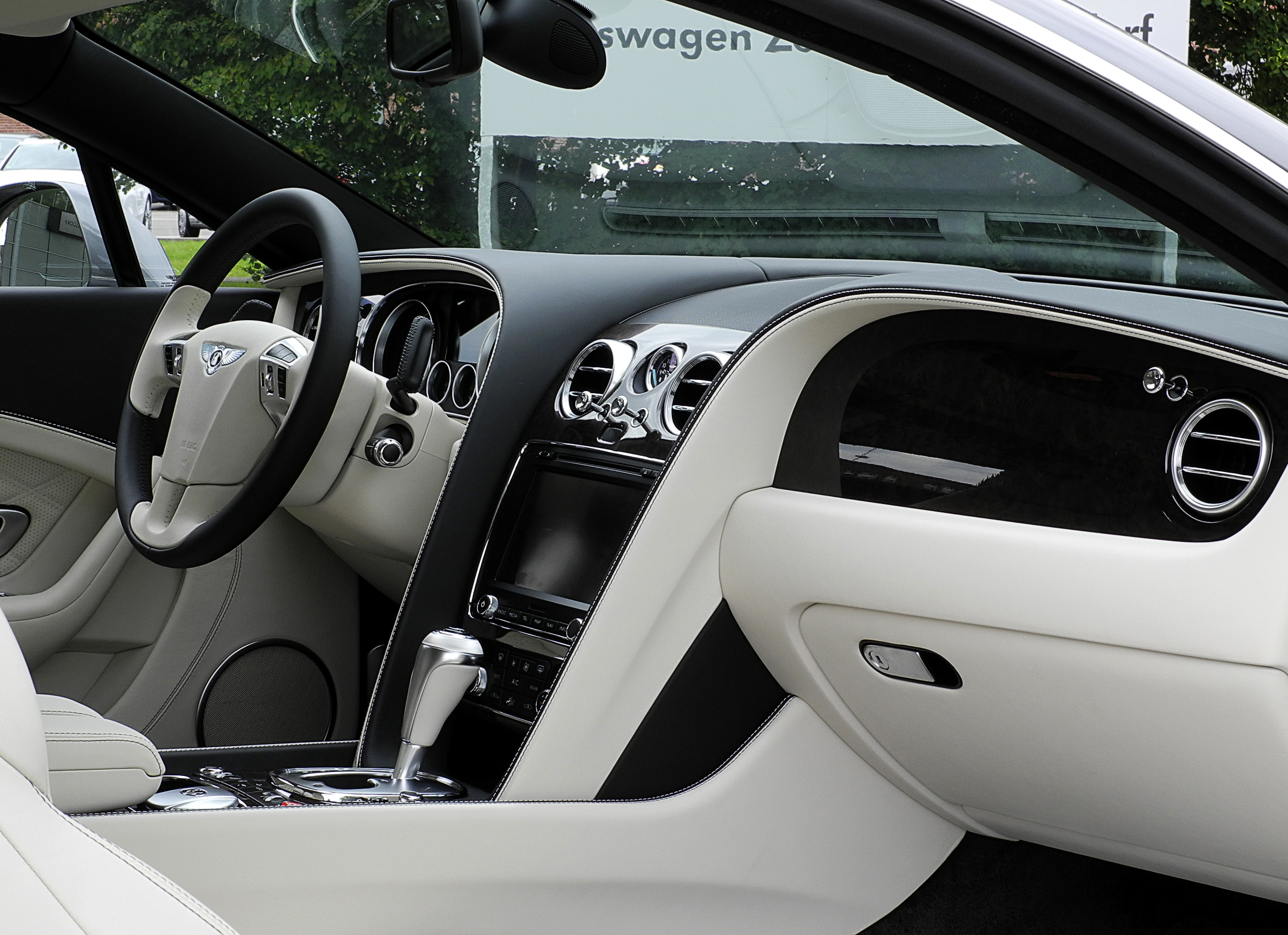
Інтер'єр Bentley Continental GT 2011 року

Зовні старий і новий Continental GT дуже схожі. Але, як запевняють англійці, для нового Continental GT вони підготували абсолютно інші кузовні деталі. Також вони ґрунтовно опрацювали підвіску. В результаті вони зробили новинку ширшою на 24 мм і вищою на 14 мм без зміни довжини і колісної бази.
Мотори хоч і здаються однаковими, але оновлення додало додаткові 15 к.с. потужності (до 575 к.с.) і 50 Н м крутного моменту (до 700 Н м). Таке оновлення не відбилося на максимальній швидкості (все ті ж 318 км/год), але істотно вплинуло на динаміку розгону — 4,6 секунди до 100 км/год (менше на 0,2 секунди).
Як і раніше, у Continental GT залишилася повноприводна трансмісія. Але, якщо раніше привід був симетричним, то тепер задній осі дістається 60 % крутного моменту. Це дозволило підвищити передбачуваність керованості. Кабріолет на базі нового Continental GT — Continental GTC показують тільки через рік.
Березневий автосалон в Женеві 2012 року дав зрозуміти всім, що Bentley все ж готується випустити свій власний кросовер. На жаль, претендент EXP 9F, що дебютував, був нічим іншим, як концептом.
Концепт виявився воістину царським: велика кількість хрому, 23-дюймові колеса, ніжна шкіра і навіть власний мінібар в багажнику.

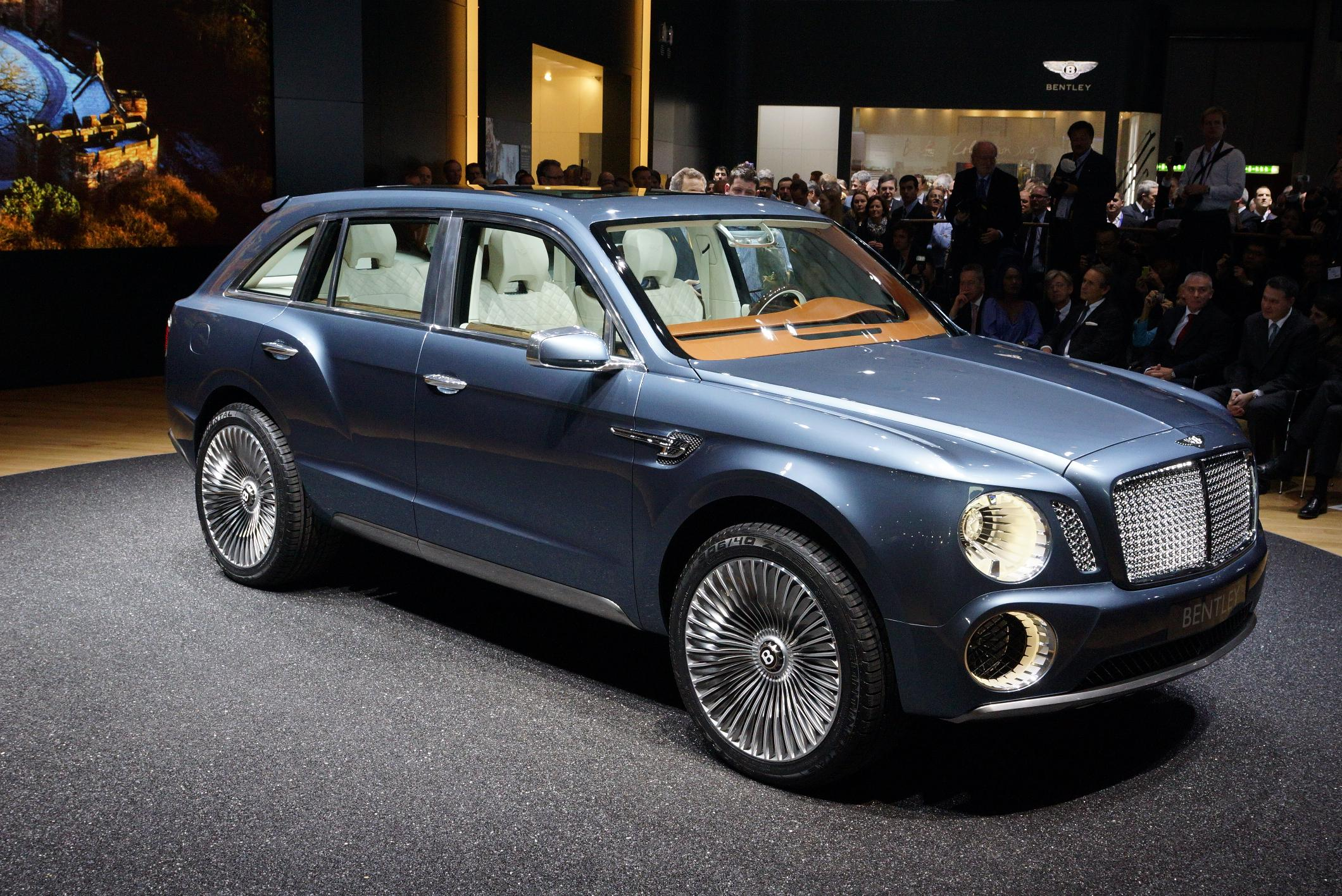
Bentley EXP 9F Concept 2012 року

Цікавою виявилася і технічна складова: концепт оснащений W12 від Volkswagen з двома турбонагнітачами, що розвиває 600 к.с. і 800 Н м. Всю потужність цього двигуна передає на колеса 8-швидкісна гідротрансформаторна коробка передач.
У серпні 2012 року Bentley представила найшвидший Continental GT Speed останнього покоління. Під капот машини англійці встановили 6-літровий двигун W12 з двома турбонагнітачами (такий же, як і у EXP 9F), що розвиває 625 к.с. і 800 Н м. З цим двигуном і роботизованою коробкою передач ZF кабріолет отримав динаміку розгону 0-100 км/год всього 4,4 секунди і максимальну швидкість 325 км/год.
На автомобільній виставці в Парижі в 2012 році англійці підтвердили свої плани повернутися в автоспорт і представили концептуальний Continental GT3. Автомобіль повністю відповідає вимогам FIA і побудований на базі Continental GT Speed.
Автомобіль отримав відомий двигун від Volkswagen, з яким вона змогла розвинути максимальну швидкість 330 км/год і динаміку розгону до 100 км/год 4,2 секунди. Англійці пообіцяли присвятити весь наступний рік тестам і доведенню машини для участі в 24-годинних перегонах. Автомобіль пройшов офіційне схвалення і сертифікацію для участі в гонках тільки в липні 2013 року.

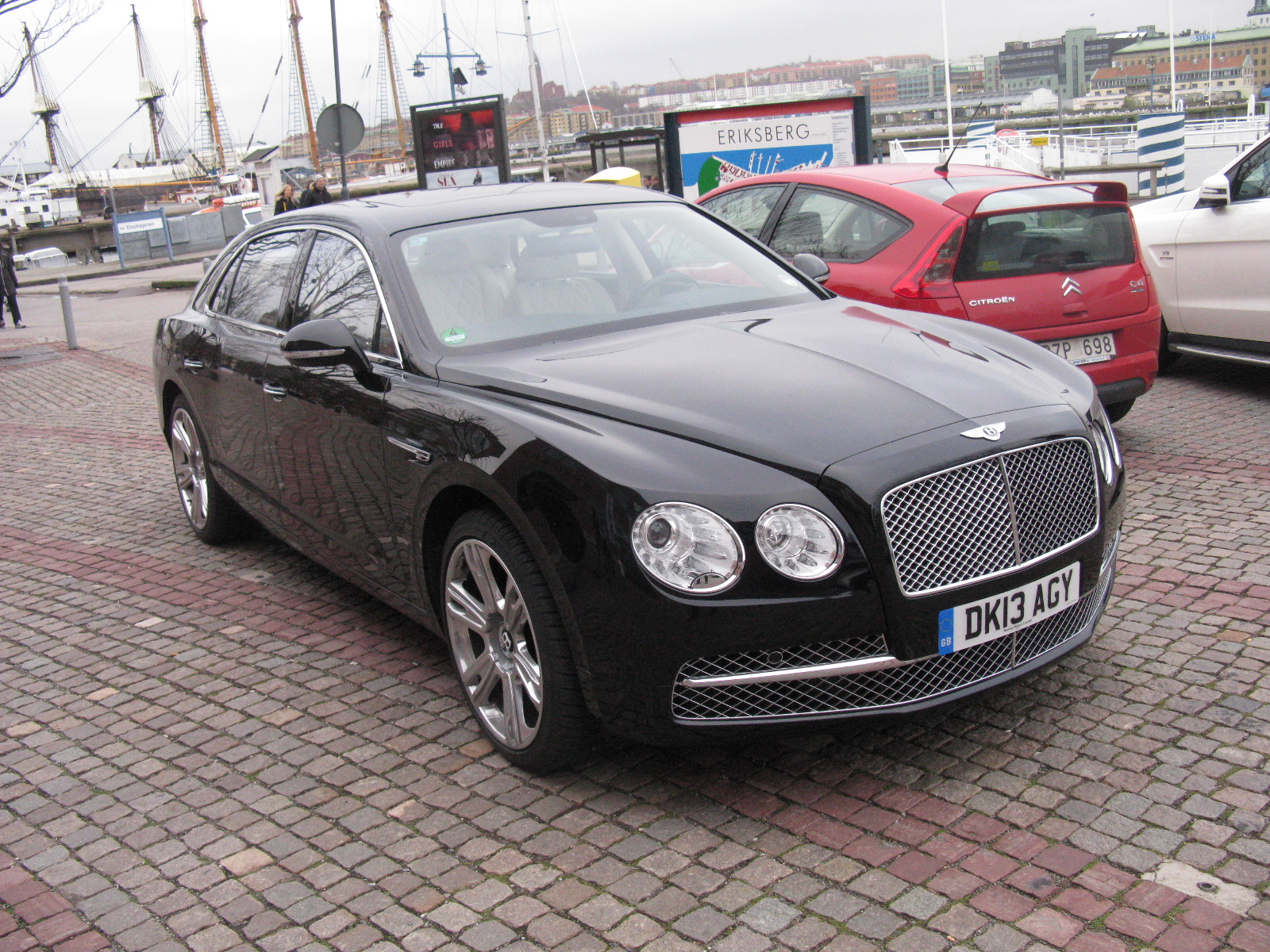
Bentley Flying Spur

На радість олігархам в 2013 році Bentley представила ще одну новинку. Цього разу англійці приїхали на автосалон в Женеву з новим поколінням найпопулярнішого і розкішного седана — Flying Spur.
Хоч седан і отримав старе шасі від VW Phaeton, він все одно видався ефектним. Серйозним змінам піддалися всі вузли і агрегати. Британські інженери повністю переробили підвіску і підвищили жорсткість кузова на 4 %. При зростанні швидкості пневмопідвіска автоматично зменшує дорожній просвіт.
Концепт люксового позашляховика Bentayga був побудований на платформі PL71 (Audi Q7, Porsche Cayenne, Volkswagen Touareg) з двигунами V8/V12. Дизайн автомобіля виконав Дірк ван Брейкель. Новинка була прийнята з великим інтересом, і у 2016 році починається серійне виробництво Bentley Bentayga. На відміну від концепту, серійний автомобіль побудований на новій платформі Volkswagen MLBevo.

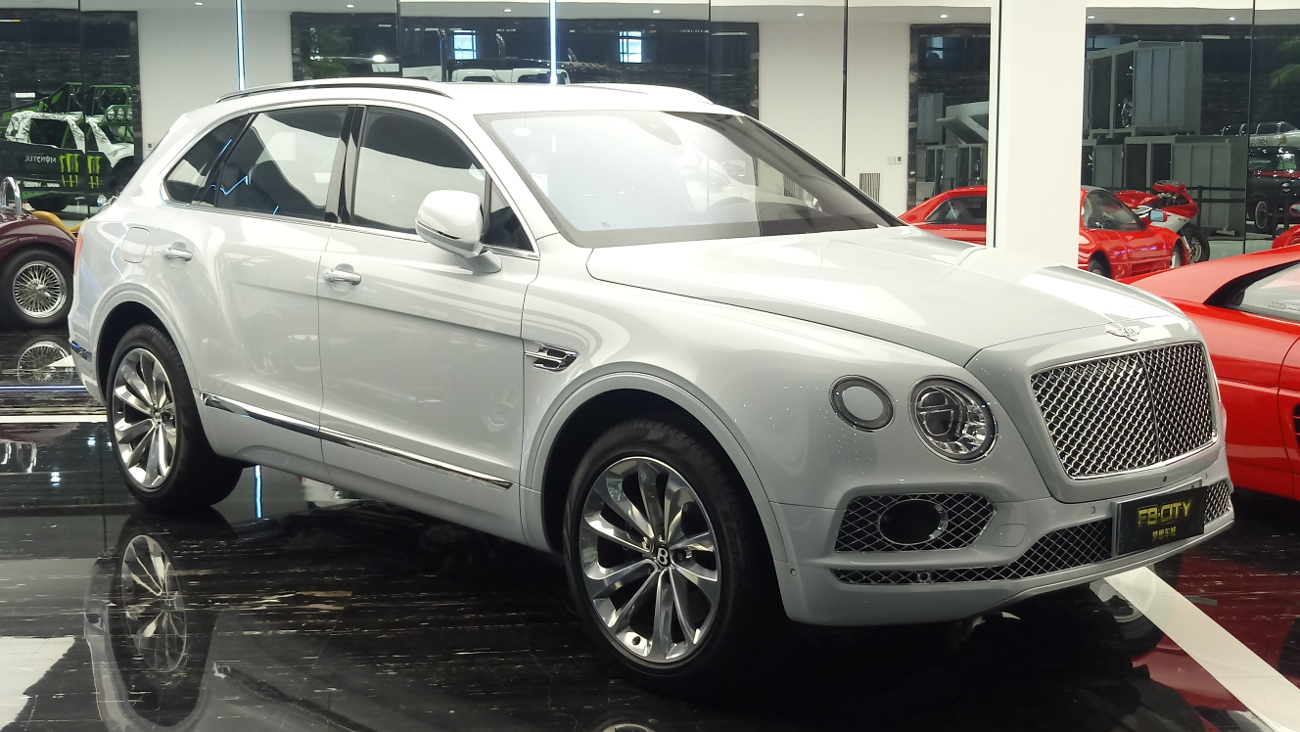
Bentley Bentayga

Bentley Bentayga став четвертою базовою моделлю у виробничій програмі.
Першим власником Bentley Bentayga стала англійська королева Єлизавета II.
Як і майже 100 років тому, при виробництві автомобілів Bentley застосовується великий обсяг ручної праці. За словами головного інженера компанії Рольфа Фреча: «Ми складаємо автомобілі на 95 % вручну, так що їх вартість виправдана».
На виготовлення одного автомобіля Bentley Mulsanne потрібно 9 тижнів або 550 годин.
Обшивка салонів шкірою виконується тільки вручну. На обшивку салону Continental GT потрібно 11-12 бичачих шкур, а на Mulsanne — 17-18. Причому, Bentley використовує суто шкіру биків зі Скандинавії і Баварії. Для прострочки одного салону потрібно близько 135 метрів нитки і необхідно зробити 3800 стібків, на що йде до 37 годин. При обшивці шкірою керма застосовується складна технологія з використанням двох голок і процес займає від 5 до 15 годин.
Сучасна концепція Bentley виражена словами члена правління, відповідального за продажі і маркетинг Bentley Motors Стюарта Мак-Кулафа: «Bentley — автомобіль для тих, хто цінує екстремальні динамічні характеристики і вишукану обробку розкішного автомобіля, спрямованого в майбутнє».
24 серпня 2016 року «Віннер Груп Україна» підписала договір про наміри із брендом Bentley на території України. BENTLEY KYIV — тепер єдиний офіційний дилер з продажу та сервісу Bentley на території України.
У 2018 році вийшло третє покоління автомобіля Continental GT.

## Поставки, прибуток та персонал
| Рік  | Прибуток або збиток, мільйонів € | Персонал | Сумарні поставки | Америка | Китай | Європа, крім Великої Британії | Велика Британія | Середній Схід | Азіатсько- Тихоокеанський регіон | Японія | Інші |
| ---- | -------------------------------- | -------- | ---------------- | ------- | ----- | ----------------------------- | --------------- | ------------- | -------------------------------- | ------ | ---- |
| 1998 |                                  | 1500     | 414              |         |       |                               |                 |               |                                  |        |      |
| 1999 |                                  |          | 1001             |         |       |                               |                 |               |                                  |        |      |
| 2000 |                                  |          | 1469             |         |       |                               |                 |               |                                  |        |      |
| 2001 |                                  |          | 1429             |         |       |                               |                 |               |                                  |        |      |
| 2002 |                                  |          | 1157             |         | 36    |                               |                 |               |                                  |        |      |
| 2003 |                                  |          | 1017             |         |       |                               |                 |               |                                  |        |      |
| 2004 |                                  |          | 7411             |         |       |                               |                 |               |                                  |        |      |
| 2005 |                                  |          | 8627             | 3654    | 500   |                               |                 |               |                                  |        | 4473 |
| 2006 | +137                             |          | 9387             | 4035    | 175   | 2024                          |                 |               |                                  |        | 3153 |
| 2007 | +155                             |          | 10014            | 4196    | 338   | 2166                          | 2079            |               |                                  |        | 1235 |
| 2008 | +10                              |          | 7605             |         |       |                               |                 |               |                                  |        |      |
| 2009 | -194                             | 3500     | 4616             | 1433    | 489   |                               | 897             |               |                                  |        | 1797 |
| 2010 | -245                             |          | 5117             | 1525    | 910   | 776                           | 982             |               |                                  |        | 924  |
| 2011 | 8                                | 4000     | 7003             | 2021    | 1839  | 1187                          | 1031            | 566           | 249                              |        | 110  |
| 2012 | 100                              |          | 8510             | 2457    | 2253  | 1333                          | 1104            | 815           | 358                              | 190    |      |
| 2013 | 176                              |          | 10120            | 3140    | 2191  | 1480                          | 1381            | 1185          | 452                              | 291    |      |

Джерело: Volkswagen AG Annual Reports and press releases

## Виробництво
| Рік  | Bentayga | CGT Coupé | CGT Cabrio | Flying Spur | Mulsanne | Arnage | Brooklands | Azure | Continental | Other Bentley | Rolls-Royce | Загалом |
| ---- | -------- | --------- | ---------- | ----------- | -------- | ------ | ---------- | ----- | ----------- | ------------- | ----------- | ------- |
| 2000 |          |           |            |             |          | 1243   |            | 131   | 93          | 2             | 469         | 1938    |
| 2001 |          |           |            |             |          | 1049   |            | 205   | 114         | 61            | 352         | 1781    |
| 2002 |          |           |            |             |          | 883    |            | 69    | 50          | 61            | 147         | 1210    |
| 2003 |          | 107       |            |             |          | 607    |            | 62    | 16          |               |             | 792     |
| 2004 |          | 6896      |            |             |          | 790    |            |       |             |               |             | 7686    |
| 2005 |          | 4733      |            | 4271        |          | 556    |            |       |             |               |             | 9560    |
| 2006 |          | 3611      | 1742       | 4042        |          | 464    |            | 177   |             |               |             | 10036   |
| 2007 |          | 2140      | 4847       | 2270        |          | 357    | 8          | 350   |             |               |             | 9972    |
| 2008 |          | 2699      | 2408       | 1813        |          | 277    | 312        | 165   |             |               |             | 7674    |
| 2009 |          | 1211      | 722        | 1358        |          | 147    | 106        | 93    |             |               |             | 3637    |
| 2010 |          | 1735      | 843        | 1914        | 354      |        | 6          | 2     |             |               |             | 4854    |
| 2011 |          | 3416      | 677        | 2354        | 1146     |        |            |       |             |               |             | 7593    |
| 2012 |          | 3536      | 2638       | 1764        | 1169     |        |            |       |             |               |             | 9107    |
| 2013 |          | 3602      | 2197       | 3960        | 1117     |        |            |       |             |               |             | 10876   |
| 2014 |          | 3442      | 2151       | 4556        | 884      |        |            |       |             |               |             | 11033   |
| 2015 | 96       | 3997      | 2216       | 3660        | 919      |        |            |       |             |               |             | 10888   |
| 2016 | 5586     | 2272      | 1600       | 1731        | 628      |        |            |       |             |               |             | 11817   |

Джерело: Volkswagen AG Annual Reports and press releases

## Список автомобілів Bentley
- 1921—1929 3-litre
- 1926—1930 4½-litre та «Blower Bentley»
- 1926—1930 6½-litre
- 1928—1930 6½-litre Speed Six
- 1930—1931 8-litre
- 1931 4-litre

- 1933—1937 3½-litre
- 1936—1939 4¼-litre
- 1939—1941 Mark V
- 1946—1952 Mark VI
- 1952—1955 R Type
- 1952—1955 R Type Continental
- 1955—1959 S1 та Continental
- 1959—1962 S2 та Continental
- 1962—1965 S3 та Continental
- 1965—1977 T1
- 1977—1980 T2
- 1971—1984 Corniche
- 1975—1986 Camargue

- 1984—1995 Continental
- 1992—1995 Continental Turbo
- 1980—1992 Mulsanne
- 1984—1988 Mulsanne L
- 1982—1985 Mulsanne Turbo
- 1987—1992 Mulsanne S
- 1984—1992 Eight
- 1985—1995 Turbo R
- 1991—2002 Continental R

- 1992—2011 Brooklands

- 1994—1995 Continental S
- 1994—1995 Turbo S
- 1995—1997 New Turbo R
- 1995—2009 Azure

- 1996—1998 Brooklands R
- 1996—2002 Continental T

- 1997—1998 Turbo RL
- 1997—1998 Turbo RT
- 1997—1998 RT Mulliner
- 1998—2003 Arnage
- 1999 Hunaudieres Concept
- 1999—2003 Continental R Mulliner
- 2002 State Limousine
- 2003—2011 Continental GT
- 2005—2012 Continental Flying Spur
- 2006—2011 Continental GTC
- 2009 Continental Supersports
- 2009 Zagato GTZ
- 2011—2018 Continental GT (Gen 2)
- 2011—2018 Continental GT Convertible (Gen 2)

- 2010–сьогодні Mulsanne
- 2013–сьогодні Flying Spur
- 2016–сьогодні Bentayga
- 2018–сьогодні Continental GT (Gen 3)

## Галерея
|  |  |  |  |
|  |  |  |  |
|  |  |  |  |
|  |  |  |  |
|  |  |  |  |
|  |  |  |  |
|  |  |  |  |
|  |  |  |  |
|  |  |  |  |
|  |  |  |  |
|  |  |  |  |
|  |  |  |  |
|  |  |  |  |

|  |  |  |  |
|  |  |  |  |